# Statistiche e record di Novak Đoković
| Finali in carriera                                                |                   |       |       |     |        |
| Specialità                                                        | Categoria         | Vinte | Perse | Tot | V %    |
| Singolare                                                         | Grande Slam       | 24    | 13    | 37  | 64%    |
| Singolare                                                         | Olimpiadi estive  | 1     | 0     | 1   | 100%   |
| Singolare                                                         | Tour Finals       | 7     | 2     | 9   | 78%    |
| Singolare                                                         | ATP Masters 10001 | 40    | 20    | 60  | 69%    |
| Singolare                                                         | ATP Tour 500      | 15    | 3     | 18  | 83%    |
| Singolare                                                         | ATP Tour 250      | 13    | 5     | 18  | 72%    |
| Singolare                                                         | Totale            | 100   | 43    | 143 | 69,9%  |
| Doppio                                                            | Grande Slam       | –     | –     | –   | –      |
| Doppio                                                            | Olimpiadi estive  | –     | –     | –   | –      |
| Doppio                                                            | ATP Masters 10001 | –     | –     | –   | –      |
| Doppio                                                            | ATP Tour 500      | –     | –     | –   | –      |
| Doppio                                                            | ATP Tour 250      | 1     | 3     | 4   | 25%    |
| Doppio                                                            | Coppa Davis       | 1     | 1     | 2   | 50%    |
| Doppio                                                            | Hopman Cup        | 0     | 2     | 2   | 0%     |
| Doppio                                                            | ATP Cup           | 1     | 0     | 1   | 100%   |
| Doppio                                                            | Laver Cup         | 1     | 0     | 1   | 100%   |
| Doppio                                                            | Totale            | 4     | 5     | 9   | 44%    |
| Doppio                                                            | Totale            | 104   | 48    | 151 | 69,38% |
| 1 Conosciuti in precedenza come "ATP Masters Series" (2004–2008). |                   |       |       |     |        |

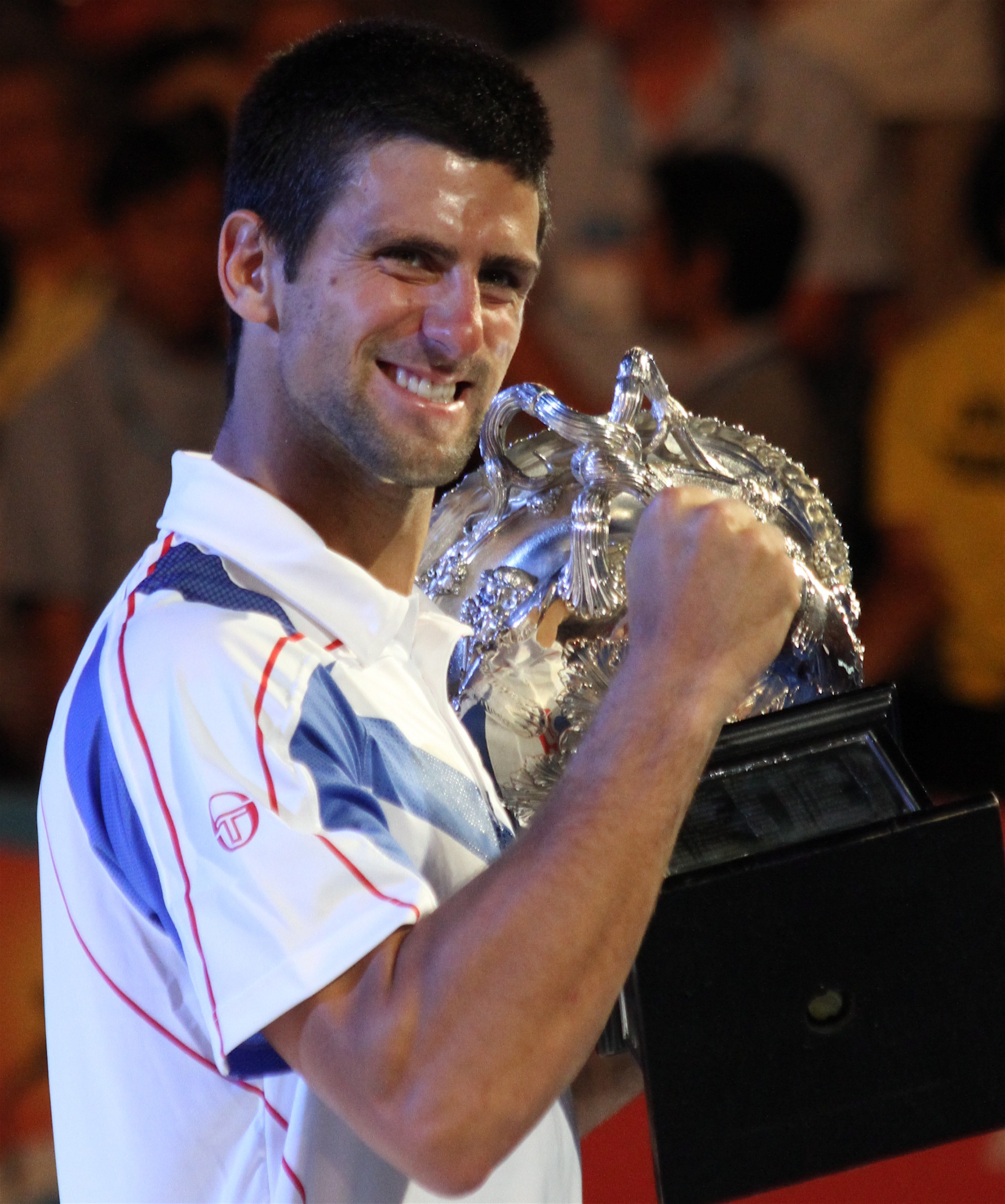
Nole con il trofeo dell'Australian Open 2011

In questa pagina sono riportate le statistiche e i record realizzati da Novak Đoković durante la carriera tennistica.

## Statistiche

### Singolare

#### Vittorie (100)
| Legenda                                           |
| Grande Slam (24)                                  |
| Tennis Masters Cup / ATP Tour Finals (7)          |
| Giochi olimpici (1)                               |
| Masters Series / ATP Tour Master 1000 (40)        |
| ATP International Series Gold / ATP Tour 500 (15) |
| ATP International Series / ATP Tour 250 (13)      |

| Legenda superfici        |
| Cemento (71) Indoor (19) |
| Terra (21)               |
| Erba (8)                 |

| N.   | Data              | Torneo                                 | Superficie  | Avversari in finale   | Punteggio                          |
| 1.   | 23 luglio 2006    | Dutch Open, Amersfoort                 | Terra rossa | Nicolás Massú         | 7–6(5), 6–4                        |
| 2.   | 8 ottobre 2006    | Open de Moselle, Metz                  | Cemento (i) | Jürgen Melzer         | 4–6, 6–3, 6–2                      |
| 3.   | 7 gennaio 2007    | South Australian Open, Adelaide        | Cemento     | Chris Guccione        | 6–3, 6(6)–7, 6–4                   |
| 4.   | 1º aprile 2007    | Miami Open, Miami                      | Cemento     | Guillermo Cañas       | 6–3, 6–2, 6–4                      |
| 5.   | 6 maggio 2007     | Estoril Open, Estoril                  | Terra rossa | Richard Gasquet       | 7–6(7), 0–6, 6–1                   |
| 6.   | 12 agosto 2007    | Canadian Open, Montréal                | Cemento     | Roger Federer         | 7–6(2), 2–6, 7–6(2)                |
| 7.   | 14 ottobre 2007   | Vienna Open, Vienna                    | Cemento (i) | Stan Wawrinka         | 6–4, 6–0                           |
| 8.   | 27 gennaio 2008   | Australian Open, Melbourne             | Cemento     | Jo-Wilfried Tsonga    | 4–6, 6–4, 6–3, 7–6(2)              |
| 9.   | 23 marzo 2008     | Indian Wells Open, Indian Wells        | Cemento     | Mardy Fish            | 6–2, 5–7, 6–3                      |
| 10.  | 11 maggio 2008    | Internazionali d'Italia, Roma          | Terra rossa | Stan Wawrinka         | 4–6, 6–3, 6–3                      |
| 11.  | 16 novembre 2008  | Tennis Masters Cup, Shanghai           | Cemento (i) | Nikolaj Davydenko     | 6–1, 7–5                           |
| 12.  | 28 febbraio 2009  | Dubai Tennis Championships, Dubai      | Cemento     | David Ferrer          | 7–5, 6–3                           |
| 13.  | 10 maggio 2009    | Serbia Open, Belgrado                  | Terra rossa | Łukasz Kubot          | 6–3, 7–6(0)                        |
| 14.  | 11 ottobre 2009   | China Open, Pechino                    | Cemento     | Marin Čilić           | 6–2, 7–6(4)                        |
| 15.  | 8 novembre 2009   | Swiss Indoors, Basilea                 | Cemento (i) | Roger Federer         | 6–4, 4–6, 6–2                      |
| 16.  | 15 novembre 2009  | Paris Masters, Parigi                  | Cemento (i) | Gaël Monfils          | 6–2, 5–7, 7–6(3)                   |
| 17.  | 28 febbraio 2010  | Dubai Tennis Championships, Dubai (2)  | Cemento     | Michail Južnyj        | 7–5, 5–7, 6–3                      |
| 18.  | 11 ottobre 2010   | China Open, Pechino (2)                | Cemento     | David Ferrer          | 6–2, 6–4                           |
| 19.  | 30 gennaio 2011   | Australian Open, Melbourne (2)         | Cemento     | Andy Murray           | 6–4, 6–2, 6–3                      |
| 20.  | 26 febbraio 2011  | Dubai Tennis Championships, Dubai (3)  | Cemento     | Roger Federer         | 6–3, 6–3                           |
| 21.  | 21 marzo 2011     | Indian Wells Open, Indian Wells (2)    | Cemento     | Rafael Nadal          | 4–6, 6–3, 6–2                      |
| 22.  | 3 aprile 2011     | Miami Open, Miami (2)                  | Cemento     | Rafael Nadal          | 4–6, 6–3, 7–6(4)                   |
| 23.  | 1º maggio 2011    | Serbia Open, Belgrado (2)              | Terra rossa | Feliciano López       | 7–6(4), 6–2                        |
| 24.  | 8 maggio 2011     | Madrid Open, Madrid                    | Terra rossa | Rafael Nadal          | 7–5, 6–4                           |
| 25.  | 15 maggio 2011    | Internazionali d'Italia, Roma (2)      | Terra rossa | Rafael Nadal          | 6–4, 6–4                           |
| 26.  | 3 luglio 2011     | Torneo di Wimbledon, Londra            | Erba        | Rafael Nadal          | 6–4, 6–1, 1–6, 6–3                 |
| 27.  | 14 agosto 2011    | Canadian Open, Montréal (2)            | Cemento     | Mardy Fish            | 6–2, 3–6, 6–4                      |
| 28.  | 12 settembre 2011 | US Open, New York                      | Cemento     | Rafael Nadal          | 6–2, 6–4, 6(3)–7, 6–1              |
| 29.  | 29 gennaio 2012   | Australian Open, Melbourne (3)         | Cemento     | Rafael Nadal          | 5–7, 6–4, 6–2, 6(5)–7, 7–5         |
| 30.  | 1º aprile 2012    | Miami Open, Miami (3)                  | Cemento     | Andy Murray           | 6–1, 7–6(4)                        |
| 31.  | 12 agosto 2012    | Canadian Open, Toronto (3)             | Cemento     | Richard Gasquet       | 6–3, 6–2                           |
| 32.  | 7 ottobre 2012    | China Open, Pechino (3)                | Cemento     | Jo-Wilfried Tsonga    | 7–6(4), 6–2                        |
| 33.  | 14 ottobre 2012   | Shanghai Masters, Shanghai             | Cemento     | Andy Murray           | 5–7, 7–6(11), 6–3                  |
| 34.  | 12 novembre 2012  | ATP World Tour Finals, Londra (2)      | Cemento (i) | Roger Federer         | 7–6(6), 7–5                        |
| 35.  | 27 gennaio 2013   | Australian Open, Melbourne (4)         | Cemento     | Andy Murray           | 6(2)–7, 7–6(3), 6–3, 6–2           |
| 36.  | 2 marzo 2013      | Dubai Tennis Championships, Dubai (4)  | Cemento     | Tomáš Berdych         | 7–5, 6–3                           |
| 37.  | 21 aprile 2013    | Monte Carlo Masters, Monte-Carlo       | Terra rossa | Rafael Nadal          | 6–2, 7–6(1)                        |
| 38.  | 6 ottobre 2013    | China Open, Pechino (4)                | Cemento     | Rafael Nadal          | 6–3, 6–4                           |
| 39.  | 13 ottobre 2013   | Shanghai Masters, Shanghai (2)         | Cemento     | Juan Martín del Potro | 6–1, 3–6, 7–6(3)                   |
| 40.  | 3 novembre 2013   | Paris Masters, Parigi (2)              | Cemento (i) | David Ferrer          | 7–5, 7–5                           |
| 41.  | 11 novembre 2013  | ATP World Tour Finals, Londra (3)      | Cemento (i) | Rafael Nadal          | 6–3, 6–4                           |
| 42.  | 17 marzo 2014     | Indian Wells Open, Indian Wells (3)    | Cemento     | Roger Federer         | 3–6, 6–3, 7–6(3)                   |
| 43.  | 30 marzo 2014     | Miami Open, Miami (4)                  | Cemento     | Rafael Nadal          | 6–3, 6–3                           |
| 44.  | 18 maggio 2014    | Internazionali d'Italia, Roma (3)      | Terra rossa | Rafael Nadal          | 4–6, 6–3, 6–3                      |
| 45.  | 6 luglio 2014     | Torneo di Wimbledon, Londra (2)        | Erba        | Roger Federer         | 6(7)–7, 6–4, 7–6(4), 5–7, 6–4      |
| 46.  | 5 ottobre 2014    | China Open, Pechino (5)                | Cemento     | Tomáš Berdych         | 6–0, 6–2                           |
| 47.  | 2 novembre 2014   | Paris Masters, Parigi (3)              | Cemento (i) | Milos Raonic          | 6–2, 6–3                           |
| 48.  | 16 novembre 2014  | ATP World Tour Finals, Londra (4)      | Cemento (i) | Roger Federer         | w/o                                |
| 49.  | 1º febbraio 2015  | Australian Open, Melbourne (5)         | Cemento     | Andy Murray           | 7–6(5), 6(4)–7, 6–3, 6–0           |
| 50.  | 22 marzo 2015     | Indian Wells Open, Indian Wells (4)    | Cemento     | Roger Federer         | 6–3, 6(5)–7, 6–2                   |
| 51.  | 5 aprile 2015     | Miami Open, Miami (5)                  | Cemento     | Andy Murray           | 7–6(3), 4–6, 6–0                   |
| 52.  | 19 aprile 2015    | Monte Carlo Masters, Monte Carlo (2)   | Terra rossa | Tomáš Berdych         | 7–5, 4–6, 6–3                      |
| 53.  | 17 maggio 2015    | Internazionali d'Italia, Roma (4)      | Terra rossa | Roger Federer         | 6–4, 6–3                           |
| 54.  | 12 luglio 2015    | Torneo di Wimbledon, Londra (3)        | Erba        | Roger Federer         | 7–6(1), 6(10)–7, 6–4, 6–3          |
| 55.  | 14 settembre 2015 | US Open, New York (2)                  | Cemento     | Roger Federer         | 6–4, 5–7, 6–4, 6–4                 |
| 56.  | 11 ottobre 2015   | China Open, Pechino (6)                | Cemento     | Rafael Nadal          | 6–2, 6–2                           |
| 57.  | 18 ottobre 2015   | Shanghai Masters, Shanghai (3)         | Cemento     | Jo-Wilfried Tsonga    | 6–2, 6–4                           |
| 58.  | 8 novembre 2015   | Paris Masters, Parigi (4)              | Cemento (i) | Andy Murray           | 6–2, 6–4                           |
| 59.  | 22 novembre 2015  | ATP World Tour Finals, Londra (5)      | Cemento (i) | Roger Federer         | 6–3, 6–4                           |
| 60.  | 9 gennaio 2016    | Qatar Open, Doha                       | Cemento     | Rafael Nadal          | 6–1, 6–2                           |
| 61.  | 31 gennaio 2016   | Australian Open, Melbourne (6)         | Cemento     | Andy Murray           | 6–1, 7–5, 7–6(3)                   |
| 62.  | 20 marzo 2016     | Indian Wells Open, Indian Wells (5)    | Cemento     | Milos Raonic          | 6–2, 6–0                           |
| 63.  | 3 aprile 2016     | Miami Open, Miami (6)                  | Cemento     | Kei Nishikori         | 6–3, 6–3                           |
| 64.  | 8 maggio 2016     | Madrid Open, Madrid (2)                | Terra rossa | Andy Murray           | 6–2, 3–6, 6–3                      |
| 65.  | 5 giugno 2016     | Open di Francia, Parigi                | Terra rossa | Andy Murray           | 3–6, 6–1, 6–2, 6–4                 |
| 66.  | 31 luglio 2016    | Canadian Open, Toronto (4)             | Cemento     | Kei Nishikori         | 6–3, 7–5                           |
| 67.  | 7 gennaio 2017    | Qatar Open, Doha (2)                   | Cemento     | Andy Murray           | 6–3, 5–7, 6–4                      |
| 68.  | 1º luglio 2017    | Eastbourne International, Eastbourne   | Erba        | Gaël Monfils          | 6–3, 6–4                           |
| 69.  | 15 luglio 2018    | Torneo di Wimbledon, Londra (4)        | Erba        | Kevin Anderson        | 6–2, 6–2, 7–6(3)                   |
| 70.  | 19 agosto 2018    | Cincinnati Open, Cincinnati            | Cemento     | Roger Federer         | 6–4, 6–4                           |
| 71.  | 9 settembre 2018  | US Open, New York (3)                  | Cemento     | Juan Martín del Potro | 6–3, 7–6(4), 6–3                   |
| 72.  | 14 ottobre 2018   | Shanghai Masters, Shanghai (4)         | Cemento     | Borna Ćorić           | 6–3, 6–4                           |
| 73.  | 27 gennaio 2019   | Australian Open, Melbourne (7)         | Cemento     | Rafael Nadal          | 6–3, 6–2, 6–3                      |
| 74.  | 12 maggio 2019    | Madrid Open, Madrid (3)                | Terra rossa | Stefanos Tsitsipas    | 6–3, 6–4                           |
| 75.  | 14 luglio 2019    | Torneo di Wimbledon, Londra (5)        | Erba        | Roger Federer         | 7–6(5), 1–6, 7–6(4), 4–6, 13–12(3) |
| 76.  | 6 ottobre 2019    | Japan Open Tennis Championships, Tokyo | Cemento     | John Millman          | 6–3, 6–2                           |
| 77.  | 3 novembre 2019   | Paris Masters, Parigi (5)              | Cemento (i) | Denis Shapovalov      | 6–3, 6–4                           |
| 78.  | 2 febbraio 2020   | Australian Open, Melbourne (8)         | Cemento     | Dominic Thiem         | 6–4, 4–6, 2–6, 6–3, 6–4            |
| 79.  | 29 febbraio 2020  | Dubai Tennis Championships, Dubai (5)  | Cemento     | Stefanos Tsitsipas    | 6–3, 6–4                           |
| 80.  | 29 agosto 2020    | Cincinnati Open, Cincinnati (2)        | Cemento     | Milos Raonic          | 1–6, 6–3, 6–4                      |
| 81.  | 21 settembre 2020 | Internazionali d'Italia, Roma (5)      | Terra rossa | Diego Schwartzman     | 7–5, 6–3                           |
| 82.  | 21 febbraio 2021  | Australian Open, Melbourne (9)         | Cemento     | Daniil Medvedev       | 7–5, 6–2, 6–2                      |
| 83.  | 29 maggio 2021    | Belgrade Open, Belgrado                | Terra rossa | Alex Molčan           | 6–4, 6–3                           |
| 84.  | 13 giugno 2021    | Open di Francia, Parigi (2)            | Terra rossa | Stefanos Tsitsipas    | 6(6)–7, 2–6, 6–3, 6–2, 6–4         |
| 85.  | 11 luglio 2021    | Torneo di Wimbledon, Londra (6)        | Erba        | Matteo Berrettini     | 6(4)–7, 6–4, 6–4, 6–3              |
| 86.  | 7 novembre 2021   | Paris Masters, Parigi (6)              | Cemento (i) | Daniil Medvedev       | 4–6, 6–3, 6–3                      |
| 87.  | 15 maggio 2022    | Internazionali d'Italia, Roma (6)      | Terra rossa | Stefanos Tsitsipas    | 6–0, 7–6(5)                        |
| 88.  | 10 luglio 2022    | Torneo di Wimbledon, Londra (7)        | Erba        | Nick Kyrgios          | 4–6, 6–3, 6–4, 7–6(3)              |
| 89.  | 2 ottobre 2022    | Tel Aviv Open, Tel Aviv                | Cemento (i) | Marin Čilić           | 6–3, 6–4                           |
| 90.  | 9 ottobre 2022    | Astana Open, Astana                    | Cemento (i) | Stefanos Tsitsipas    | 6–3, 6–4                           |
| 91.  | 20 novembre 2022  | ATP Finals, Torino (6)                 | Cemento (i) | Casper Ruud           | 7–5, 6–3                           |
| 92.  | 8 gennaio 2023    | Adelaide International, Adelaide       | Cemento     | Sebastian Korda       | 6(8)–7, 7–6(3), 6–4                |
| 93.  | 29 gennaio 2023   | Australian Open, Melbourne (10)        | Cemento     | Stefanos Tsitsipas    | 6–3, 7–6(4), 7–6(5)                |
| 94.  | 11 giugno 2023    | Open di Francia, Parigi (3)            | Terra rossa | Casper Ruud           | 7–6(1), 6–3, 7–5                   |
| 95.  | 20 agosto 2023    | Cincinnati Open, Cincinnati (3)        | Cemento     | Carlos Alcaraz        | 5–7, 7–6(7), 7–6(4)                |
| 96.  | 10 settembre 2023 | US Open, New York (4)                  | Cemento     | Daniil Medvedev       | 6–3, 7–6(5), 6–3                   |
| 97.  | 5 novembre 2023   | Paris Masters, Parigi (7)              | Cemento (i) | Grigor Dimitrov       | 6–4, 6–3                           |
| 98.  | 19 novembre 2023  | ATP Finals, Torino (7)                 | Cemento (i) | Jannik Sinner         | 6–3, 6–3                           |
| 99.  | 4 agosto 2024     | Giochi olimpici, Parigi                | Terra rossa | Carlos Alcaraz        | 7–6(3), 7–6(2)                     |
| 100. | 24 maggio 2025    | Geneva Open, Ginevra                   | Terra rossa | Hubert Hurkacz        | 5–7, 7–6(2), 7–6(2)                |

#### Finali perse (43)
| Legenda                                      |
| Grande Slam (13)                             |
| Tennis Masters Cup / ATP Finals (2)          |
| Argenti olimpici (0)                         |
| Masters Series / ATP Tour Masters 1000 (20)  |
| International Series Gold / ATP Tour 500 (3) |
| International Series / ATP Tour 250 (5)      |

| N.  | Data              | Torneo                                 | Superficie  | Avversari in finale | Punteggio                   |
| 1.  | 30 luglio 2006    | Croatia Open, Umago                    | Terra rossa | Stan Wawrinka       | 6–6, rit.                   |
| 2.  | 18 marzo 2007     | Indian Wells Open, Indian Wells        | Cemento     | Rafael Nadal        | 2–6, 5–7                    |
| 3.  | 9 settembre 2007  | US Open, New York                      | Cemento     | Roger Federer       | 6(4)–7, 6(2)–7, 4–6         |
| 4.  | 15 giugno 2008    | Queen's Club Championships, Londra     | Erba        | Rafael Nadal        | 6(6)–7, 5–7                 |
| 5.  | 3 agosto 2008     | Cincinnati Masters, Cincinnati         | Cemento     | Andy Murray         | 6(4)–7, 6(5)–7              |
| 6.  | 22 settembre 2008 | Thailand Open, Bangkok                 | Cemento (i) | Jo-Wilfried Tsonga  | 6(4)–7, 4–6                 |
| 7.  | 5 aprile 2009     | Miami Open, Miami                      | Cemento     | Andy Murray         | 2–6, 5–7                    |
| 8.  | 19 aprile 2009    | Monte Carlo Masters, Monte Carlo       | Terra rossa | Rafael Nadal        | 3–6, 6–2, 1–6               |
| 9.  | 9 maggio 2009     | Internazionali d'Italia, Roma          | Terra rossa | Rafael Nadal        | 6(2)–7, 2–6                 |
| 10. | 14 giugno 2009    | Halle Open, Halle                      | Erba        | Tommy Haas          | 3–6, 7–6(4), 1–6            |
| 11. | 23 agosto 2009    | Cincinnati Open, Cincinnati (2)        | Cemento     | Roger Federer       | 1–6, 5–7                    |
| 12. | 13 settembre 2010 | US Open, New York (2)                  | Cemento     | Rafael Nadal        | 4–6, 7–5, 4–6, 2–6          |
| 13. | 7 novembre 2010   | Swiss Indoors, Basilea                 | Cemento (i) | Roger Federer       | 4–6, 6–3, 1–6               |
| 14. | 21 agosto 2011    | Cincinnati Open, Cincinnati (3)        | Cemento     | Andy Murray         | 4–6, 0–3, rit.              |
| 15. | 22 aprile 2012    | Monte Carlo Masters, Monte Carlo (2)   | Terra rossa | Rafael Nadal        | 3–6, 1–6                    |
| 16. | 21 maggio 2012    | Internazionali d'Italia, Roma (2)      | Terra rossa | Rafael Nadal        | 5–7, 3–6                    |
| 17. | 11 giugno 2012    | Open di Francia, Parigi                | Terra rossa | Rafael Nadal        | 4–6, 3–6, 6–2, 5–7          |
| 18. | 19 agosto 2012    | Cincinnati Open, Cincinnati (4)        | Cemento     | Roger Federer       | 0–6, 6(7)–7                 |
| 19. | 10 settembre 2012 | US Open, New York (3)                  | Cemento     | Andy Murray         | 6(10)–7, 5–7, 6–2, 6–3, 2–6 |
| 20. | 7 luglio 2013     | Torneo di Wimbledon, Londra            | Erba        | Andy Murray         | 4–6, 5–7, 4–6               |
| 21. | 9 settembre 2013  | US Open, New York (4)                  | Cemento     | Rafael Nadal        | 2–6, 6–3, 4–6, 1–6          |
| 22. | 8 giugno 2014     | Open di Francia, Parigi (2)            | Terra rossa | Rafael Nadal        | 6–3, 5–7, 2–6, 4–6          |
| 23. | 28 febbraio 2015  | Dubai Tennis Championships, Dubai      | Cemento     | Roger Federer       | 3–6, 5–7                    |
| 24. | 7 giugno 2015     | Open di Francia, Parigi (3)            | Terra rossa | Stan Wawrinka       | 6–4, 4–6, 3–6, 4–6          |
| 25. | 16 agosto 2015    | Canadian Open, Montréal                | Cemento     | Andy Murray         | 4–6, 6–4, 3–6               |
| 26. | 23 agosto 2015    | Cincinnati Open, Cincinnati (5)        | Cemento     | Roger Federer       | 6(1)–7, 3–6                 |
| 27. | 15 maggio 2016    | Internazionali d'Italia, Roma (3)      | Terra rossa | Andy Murray         | 3–6, 3–6                    |
| 28. | 11 settembre 2016 | US Open, New York (5)                  | Cemento     | Stan Wawrinka       | 7–6(4), 4–6, 5–7, 3–6       |
| 29. | 20 novembre 2016  | ATP World Tour Finals, Londra          | Cemento (i) | Andy Murray         | 3–6, 4–6                    |
| 30. | 21 maggio 2017    | Internazionali d'Italia, Roma (4)      | Terra rossa | Alexander Zverev    | 4–6, 3–6                    |
| 31. | 24 giugno 2018    | Queen's Club Championships, Londra (2) | Erba        | Marin Čilić         | 7–5, 6(4)–7, 3–6            |
| 32. | 4 novembre 2018   | Paris Masters, Parigi                  | Cemento (i) | Karen Khachanov     | 5–7, 4–6                    |
| 33. | 18 novembre 2018  | ATP Finals, Londra (2)                 | Cemento (i) | Alexander Zverev    | 4–6, 3–6                    |
| 34. | 19 maggio 2019    | Internazionali d'Italia, Roma (5)      | Terra rossa | Rafael Nadal        | 0–6, 6–4, 1–6               |
| 35. | 11 ottobre 2020   | Open di Francia, Parigi (4)            | Terra rossa | Rafael Nadal        | 0–6, 2–6, 5–7               |
| 36. | 16 maggio 2021    | Internazionali d'Italia, Roma (6)      | Terra rossa | Rafael Nadal        | 5–7, 6–1, 3–6               |
| 37. | 12 settembre 2021 | US Open, New York (6)                  | Cemento     | Daniil Medvedev     | 4–6, 4–6, 4–6               |
| 38. | 24 aprile 2022    | Serbia Open, Belgrado                  | Terra rossa | Andrej Rublëv       | 2–6, 7–6(4), 0–6            |
| 39. | 6 novembre 2022   | Paris Masters, Parigi (2)              | Cemento (i) | Holger Rune         | 6–3, 3–6, 5–7               |
| 40. | 16 luglio 2023    | Torneo di Wimbledon, Londra (2)        | Erba        | Carlos Alcaraz      | 6–1, 6(6)–7, 1–6, 6–3, 4–6  |
| 41. | 14 luglio 2024    | Torneo di Wimbledon, Londra (3)        | Erba        | Carlos Alcaraz      | 2–6, 2–6, 6(4)–7            |
| 42. | 13 ottobre 2024   | Shanghai Masters, Shanghai             | Cemento     | Jannik Sinner       | 6(4)–7, 3–6                 |
| 43. | 30 marzo 2025     | Miami Open, Miami (2)                  | Cemento     | Jakub Menšík        | 6(4)–7, 6(4)–7              |

### Doppio

#### Vittorie (1)
| Legenda                   |
| Grande Slam (0)           |
| ATP Finals (0)            |
| ATP Tour Masters 1000 (0) |
| Giochi olimpici (0)       |
| ATP Tour 500 (0)          |
| ATP Tour 250 (1)          |

| N. | Data           | Torneo                             | Superficie | Compagno        | Avversari in finale      | Punteggio           |
| 1. | 13 giugno 2010 | Queen's Club Championships, Londra | Erba       | Jonathan Erlich | Andreas Beck David Škoch | 6(6)–7, 6–2, [10–3] |

#### Finali perse (2)
| Legenda                                 |
| Grande Slam (0)                         |
| ATP Finals (0)                          |
| ATP Tour Masters 1000 (0)               |
| Giochi olimpici (0)                     |
| ATP Tour 500 (0)                        |
| International Series / ATP Tour 250 (2) |

| N. | Data           | Torneo                          | Superficie | Compagno             | Avversari in finale            | Punteggio         |
| 1. | 7 gennaio 2007 | South Australian Open, Adelaide | Cemento    | Radek Štěpánek       | Wesley Moodie Todd Perry       | 4–6, 6–3, [13–15] |
| 2. | 26 giugno 2021 | Mallorca Championships, Maiorca | Erba       | Carlos Gómez-Herrera | Simone Bolelli Máximo González | w/o               |

### Tornei minori

#### Singolare

##### Vittorie (6)
| Legenda tornei minori |
| Challenger (3)        |
| Futures (3)           |

| N. | Data            | Torneo                           | Superficie    | Avversari in finale   | Punteggio     |
| 1. | 29 giugno 2003  | Serbia & Montenegro F3, Belgrado | Terra rossa   | Cesar Ferrer-Victoria | 6–4, 7–5      |
| 2. | 9 maggio 2004   | Hungary F1, Szolnok              | Terra rossa   | Marko Tkalec          | 6–4, 6–2      |
| 3. | 22 maggio 2004  | Budapest Challenger, Budapest    | Terra rossa   | Daniele Bracciali     | 6–1, 6–2      |
| 4. | 15 agosto 2004  | Serbia & Montenegro F5, Čačak    | Terra rossa   | Flavio Cipolla        | 6–4, 6–3      |
| 5. | 7 novembre 2004 | Aachen Challenger, Aquisgrana    | Sintetico (i) | Lars Burgsmüller      | 6–4, 3–6, 6–4 |
| 6. | 15 maggio 2005  | Sanremo Tennis Cup, Sanremo      | Terra rossa   | Francesco Aldi        | 6–3, 7–6(4)   |

#### Doppio

##### Vittorie (1)
| Legenda tornei minori |
| Challenger (0)        |
| Futures (1)           |

| N. | Data           | Torneo                        | Superficie  | Compagno       | Avversari in finale                      | Punteggio   |
| 1. | 14 agosto 2004 | Serbia & Montenegro F5, Čačak | Terra rossa | Dejan Petrovič | Flavio Cipolla Alberto Soriano-Maldonado | 7–6(4), 6–2 |

### Vittorie nelle competizioni a squadre (3)
| Legenda         |
| --------------- |
| Coppa Davis (1) |
| Laver Cup (1)   |
| ATP Cup (1)     |

| N. | Data              | Torneo                | Superficie  | Compagno/i                                     | Avversario/i in finale                                                 | Punteggio |
| -- | ----------------- | --------------------- | ----------- | ---------------------------------------------- | ---------------------------------------------------------------------- | --------- |
| 1. | 5 dicembre 2010   | Coppa Davis, Belgrado | Cemento (i) | Janko Tipsarević Viktor Troicki Nenad Zimonjić | Gaël Monfils Gilles Simon Arnaud Clément Michaël Llodra                | 3–2       |
| 2. | 23 settembre 2018 | Laver Cup, Chicago    | Cemento (i) | Team Europe                                    | Team World                                                             | 13–8      |
| 3. | 12 gennaio 2020   | ATP Cup, Sydney       | Cemento (i) | Nikola Ćaćić Dušan Lajović Viktor Troicki      | Rafael Nadal Roberto Bautista Agut Pablo Carreño Busta Feliciano Lopez | 2–1       |

## Risultati in progressione

### Singolare
| V | F | SF | QF | #T | RR | Q# | A | Z# | PO | O | F-A | SF-B | ND |

(V) Torneo vinto; raggiunto (F) finale, (SF) semifinale, (QF) quarti di finale, (#T) turni 4, 3, 2, 1; (RR) round - robin; (Q#) Turno di qualificazione; (A) assente dal torneo; (Z#) Zona gruppo Coppa Davis/Fed Cup (con indicazione numero); (PO) play-off Coppa Davis o Fed Cup; vinto un (O) oro, (F-A) argento o (SF-B) bronzo ai Giochi Olimpici; (ND) torneo non disputato.
Statistiche aggiornate a Wimbledon 2025.
| Torneo                                               | Torneo               | 2003          | 2004          | 2005          | 2006          | 2007          | 2008          | 2009           | 2010           | 2011           | 2012           | 2013           | 2014           | 2015           | 2016           | 2017           | 2018           | 2019           | 2020           | 2021           | 2022           | 2023           | 2024           | 2025           | Titoli   | V-S             |
| Grande Slam                                          |                      |               |               |               |               |               |               |                |                |                |                |                |                |                |                |                |                |                |                |                |                |                |                |                |          |                 |
| Australian Open                                      | Australian Open      | A             | A             | 1T            | 1T            | 4T            | V             | QF             | QF             | V              | V              | V              | QF             | V              | V              | 2T             | 4T             | V              | V              | V              | A              | V              | SF             | SF             | 10 / 20  | 99–10           |
| Roland Garros                                        | Roland Garros        | A             | A             | 2T            | QF            | SF            | SF            | 3T             | QF             | SF             | F              | SF             | F              | F              | V              | QF             | QF             | SF             | F              | V              | QF             | V              | QF             | SF             | 3 / 21   | 101–17          |
| Wimbledon                                            | Wimbledon            | A             | A             | 3T            | 4T            | SF            | 2T            | QF             | SF             | V              | SF             | F              | V              | V              | 3T             | QF             | V              | V              | ND             | V              | V              | F              | F              | SF             | 7 / 20   | 102–13          |
| US Open                                              | US Open              | A             | A             | 3T            | 3T            | F             | SF            | SF             | F              | V              | F              | F              | SF             | V              | F              | A              | V              | 4T             | 4T             | F              | A              | V              | 3T             |                | 4 / 18   | 90–14           |
| Titoli                                               | Titoli               | 0             | 0             | 0             | 0             | 0             | 1             | 0              | 0              | 3              | 1              | 1              | 1              | 3              | 2              | 0              | 2              | 2              | 1              | 3              | 1              | 3              | 0              | 0              | 24 / 79  | 24 / 79         |
| Vittorie-Sconfitte                                   | Vittorie-Sconfitte   | 0–0           | 0–0           | 5–4           | 9–4           | 19–4          | 18–3          | 15–4           | 19–4           | 25–1           | 24–3           | 24–3           | 22–3           | 27–1           | 21–2           | 9–3            | 21–2           | 19–2           | 16–2           | 27–1           | 11–1           | 27–1           | 16–3           | 15-3           | 392–54   | 392–54          |
| Nazionale e Laver Cup                                |                      |               |               |               |               |               |               |                |                |                |                |                |                |                |                |                |                |                |                |                |                |                |                |                |          |                 |
| Hopman Cup                                           | Hopman Cup           | A             | A             | A             | RR            | A             | F             | A              | A              | A              | A              | F              | A              | A              | A              | A              | A              | A              | Non disputata  | Non disputata  | Non disputata  | A              | ND             | A              | 0 / 3    | 8–3             |
| ATP Cup                                              | ATP Cup              | Non disputata | Non disputata | Non disputata | Non disputata | Non disputata | Non disputata | Non disputata  | Non disputata  | Non disputata  | Non disputata  | Non disputata  | Non disputata  | Non disputata  | Non disputata  | Non disputata  | Non disputata  | Non disputata  | V              | RR             | A              | Non disputata  | Non disputata  | Non disputata  | 1 / 2    | 8–0             |
| United Cup                                           | United Cup           | Non disputata | Non disputata | Non disputata | Non disputata | Non disputata | Non disputata | Non disputata  | Non disputata  | Non disputata  | Non disputata  | Non disputata  | Non disputata  | Non disputata  | Non disputata  | Non disputata  | Non disputata  | Non disputata  | Non disputata  | Non disputata  | Non disputata  | A              | QF             | A              | 0 / 1    | 2–1             |
| Coppa Davis                                          | Coppa Davis          | A             | G2            | G1            | PO            | PO            | 1T            | 1T             | V              | SF             | A              | F              | A              | QF             | QF             | QF             | A              | QF             | ND             | SF             | A              | SF             | Z#(I)          |                | 1 / 13   | 44–8            |
| Giochi Olimpici                                      | Giochi Olimpici      | ND            | A             | Non disputati | Non disputati | Non disputati | SF            | Non disputati  | Non disputati  | Non disputati  | SF             | Non disputati  | Non disputati  | Non disputati  | 1T             | Non disputati  | Non disputati  | Non disputati  | Non disputati  | SF             | Non disputati  | Non disputati  | V              | ND             | 1 / 5    | 19–6            |
| Laver Cup                                            | Laver Cup            | Non disputato | Non disputato | Non disputato | Non disputato | Non disputato | Non disputato | Non disputato  | Non disputato  | Non disputato  | Non disputato  | Non disputato  | Non disputato  | Non disputato  | Non disputato  | A              | V              | A              | ND             | A              | F              | A              | A              |                | 1 / 2    | 1–2             |
| Tennis Masters Cup / ATP Finals                      |                      |               |               |               |               |               |               |                |                |                |                |                |                |                |                |                |                |                |                |                |                |                |                |                |          |                 |
| ATP Finals                                           | ATP Finals           | NQ            | NQ            | NQ            | NQ            | RR            | V             | RR             | SF             | RR             | V              | V              | V              | V              | F              | NQ             | F              | RR             | SF             | SF             | V              | V              | A              |                | 7 / 16   | 50–18           |
| Vittorie-Sconfitte                                   | Vittorie-Sconfitte   | 0–0           | 0–0           | 0–0           | 0–0           | 0–3           | 4–1           | 2–1            | 2–2            | 1–2            | 5–0            | 5–0            | 4–0            | 4–1            | 4–1            | 0–0            | 4–1            | 1–2            | 2–2            | 3–1            | 5–0            | 4–1            | 0–0            |                | 50–18    | 50–18           |
| Masters Series (1990-2008) / Masters 1000 (Dal 2009) |                      |               |               |               |               |               |               |                |                |                |                |                |                |                |                |                |                |                |                |                |                |                |                |                |          |                 |
| Indian Wells                                         | Indian Wells         | A             | A             | A             | 1T            | F             | V             | QF             | 4T             | V              | SF             | SF             | V              | V              | V              | 4T             | 2T             | 3T             | ND             | A              | A              | A              | 3T             | 2T             | 5 / 16   | 51–11           |
| Miami                                                | Miami                | A             | A             | A             | 2T            | V             | 2T            | F              | 2T             | V              | V              | 4T             | V              | V              | V              | A              | 2T             | 4T             | ND             | A              | A              | A              | A              | F              | 6 / 14   | 49–8            |
| Monte Carlo                                          | Monte Carlo          | A             | A             | A             | 1T            | 3T            | SF            | F              | SF             | A              | F              | V              | SF             | V              | 2T             | QF             | 3T             | QF             | ND             | 3T             | 2T             | 3T             | SF             | 2T             | 2 / 18   | 38–16           |
| Roma                                                 | Roma                 | A             | A             | A             | A             | QF            | V             | F              | QF             | V              | F              | QF             | V              | V              | F              | F              | SF             | F              | V              | F              | V              | QF             | 3T             | A              | 6 / 18   | 68–12           |
| Amburgo                                              | Madrid               | A             | A             | A             | 2T            | QF            | SF            | SF             | A              | V              | QF             | 2T             | A              | A              | V              | SF             | 2T             | V              | ND             | A              | SF             | A              | A              | 2T             | 3 / 13   | 30–10           |
| Montréal / Toronto                                   | Montréal / Toronto   | A             | A             | A             | A             | V             | QF            | QF             | SF             | V              | V              | SF             | 3T             | F              | V              | A              | 3T             | A              | ND             | A              | A              | A              | A              | A              | 4 / 11   | 37–7            |
| Cincinnati                                           | Cincinnati           | A             | A             | 1T            | 2T            | 2T            | F             | F              | QF             | F              | F              | QF             | 3T             | F              | A              | A              | V              | SF             | V              | A              | A              | V              | A              | A              | 3 / 15   | 45–12           |
| Madrid                                               | Shanghai             | A             | A             | A             | QF            | SF            | 3T            | SF             | SF             | A              | V              | V              | SF             | V              | SF             | A              | V              | QF             | Non disputato  | Non disputato  | Non disputato  | A              | F              |                | 4 / 13   | 45–9            |
| Parigi                                               | Parigi               | A             | A             | 3T            | 2T            | 2T            | 3T            | V              | 3T             | QF             | 2T             | V              | V              | V              | QF             | A              | F              | V              | A              | V              | F              | V              | A              |                | 7 / 16   | 45–9            |
| Titoli                                               | Titoli               | 0             | 0             | 0             | 0             | 2             | 2             | 1              | 0              | 5              | 3              | 3              | 4              | 6              | 4              | 0              | 2              | 2              | 2              | 1              | 1              | 2              | 0              | 0              | 40 / 135 | 40 / 135        |
| Vittorie-Sconfitte                                   | Vittorie-Sconfitte   | 0–0           | 0–0           | 2–2           | 5–7           | 24–7          | 25–7          | 33–8           | 16–8           | 33–1           | 34–6           | 28–6           | 28–4           | 39–2           | 31–4           | 10–4           | 24–7           | 23–6           | 10–0           | 9–2            | 11–3           | 14–2           | 10–4           | 5–4            | 414–94   | 414–94          |
| Statistiche carriera                                 |                      |               |               |               |               |               |               |                |                |                |                |                |                |                |                |                |                |                |                |                |                |                |                |                |          |                 |
| Tornei ATP disputati                                 | Tornei ATP disputati | 0             | 3             | 9             | 19            | 22            | 19            | 22             | 19             | 15             | 17             | 16             | 15             | 16             | 16             | 10             | 16             | 15             | 8              | 11             | 12             | 12             | 7              | 10             | 309      | 309             |
| Finali ATP perse                                     | Finali ATP perse     | 0             | 0             | 0             | 1             | 2             | 3             | 5              | 2              | 1              | 5              | 2              | 1              | 4              | 3              | 1              | 3              | 1              | 1              | 2              | 2              | 1              | 2              | 1              | 43       | 43              |
| Tornei ATP vinti                                     | Tornei ATP vinti     | 0             | 0             | 0             | 2             | 5             | 4             | 5              | 2              | 10             | 6              | 7              | 7              | 11             | 7              | 2              | 4              | 5              | 4              | 5              | 5              | 7              | 1              | 1              | 100      | 100             |
| Statistiche per superficie                           |                      |               |               |               |               |               |               |                |                |                |                |                |                |                |                |                |                |                |                |                |                |                |                |                |          |                 |
| Cemento                                              | Cemento              | 0–0           | 0–1           | 2–3           | 17–9          | 43–12         | 43–12         | 53–11          | 43–12          | 46–5           | 44–5           | 56–5           | 40–6           | 59–5           | 47–6           | 12–3           | 31–7           | 35–8           | 30–4           | 30–4           | 21–3           | 38–3           | 16–5           | 12-5           | 71       | 721–134 (84,3%) |
| Erba                                                 | Erba                 | 0–0           | 0–0           | 2–1           | 4–2           | 6–2           | 5–2           | 8–2            | 6–2            | 7–0            | 9–3            | 6–1            | 7–0            | 7–0            | 2–1            | 8–1            | 11–1           | 7–0            | 0–0            | 7–0            | 7–0            | 6–1            | 5–1            | 5-1            | 8        | 125–21 (85,6%)  |
| Sintetico                                            | Sintetico            | 0–0           | 1–0           | 3–2           | 5–2           | 1–0           | 0–0           | Non più in uso | Non più in uso | Non più in uso | Non più in uso | Non più in uso | Non più in uso | Non più in uso | Non più in uso | Non più in uso | Non più in uso | Non più in uso | Non più in uso | Non più in uso | Non più in uso | Non più in uso | Non più in uso | Non più in uso | 0        | 10–4 (71,4%)    |
| Terra battuta                                        | Terra battuta        | 0–0           | 1–2           | 4–5           | 14–5          | 18–5          | 16–3          | 17–6           | 12–4           | 17–1           | 16-4           | 12–3           | 14–2           | 16–1           | 16–2           | 12-4           | 11–5           | 15–3           | 11–1           | 18–3           | 14–4           | 12–3           | 16–2           | 9-3            | 20       | 295–72 (80,4%)  |
| Vittorie-Sconfitte                                   | Vittorie-Sconfitte   | 0–0           | 2–3           | 11–11         | 40–18         | 68–19         | 64–17         | 78–19          | 61–18          | 70–6           | 75–12          | 74–9           | 61–8           | 82–6           | 65–9           | 32–8           | 53–13          | 55–11          | 41–5           | 55–7           | 42–7           | 56–7           | 37–9           | 26–9           | 1150–231 | 1150–231        |
| Vittorie (%)                                         | Vittorie (%)         | 0%            | 40,0%         | 50,0%         | 69,0%         | 78,2%         | 79,0%         | 80,4%          | 77,2%          | 92,1%          | 86,2%          | 89,1%          | 88,4%          | 93,2%          | 87,8%          | 80,0%          | 80,3%          | 84,4%          | 89,1%          | 87,9%          | 85,7%          | 88,9%          | 80,4%          | 74,3%          | 83,27%   | 83,27%          |
| Ranking                                              | Ranking              | 679           | 186           | 78            | 16            | 3             | 3             | 3              | 3              | 1              | 1              | 2              | 1              | 1              | 2              | 12             | 1              | 2              | 1              | 1              | 5              | 1              | 7              | 6              | –        | –               |

## Vittorie contro i top-10 per stagione
| Stagione | 2003 | 2004 | 2005 | 2006 | 2007 | 2008 | 2009 | 2010 | 2011 | 2012 | 2013 | 2014 | 2015 | 2016 | 2017 | 2018 | 2019 | 2020 | 2021 | 2022 | 2023 | 2024 | 2025 | Totale |
| Vittorie | 0    | 0    | 1    | 2    | 6    | 11   | 15   | 4    | 21   | 24   | 24   | 19   | 31   | 21   | 2    | 15   | 9    | 10   | 14   | 11   | 17   | 2    | 2    | 261    |

| Anno | N.   | Avversario                 | Rank | Torneo                             | Superficie    | Turno    | Punteggio                          |
| 2005 | 1.   | Mariano Puerta             | 9    | Paris Masters, Parigi              | Sintetico (i) | 2T       | 6–3, 7–6(9)                        |
| 2006 | 2.   | Fernando González          | 9    | Roland Garros, Parigi              | Terra rossa   | 2T       | 6–4, 6–1, 3–6, 4–6, 6–1            |
| 2006 | 3.   | Tommy Robredo              | 8    | Wimbledon, Londra                  | Erba          | 2T       | 7–6(5), 6–2, 6–4                   |
| 2007 | 4.   | Tommy Robredo (2)          | 8    | Rotterdam Open, Rotterdam          | Cemento (i)   | QF       | 4–6, 6–4, 7–5                      |
| 2007 | 5.   | Rafael Nadal               | 2    | Miami Open, USA                    | Cemento       | QF       | 6–3, 6–4                           |
| 2007 | 6.   | Tommy Robredo (3)          | 7    | Portugal Open, Portogallo          | Terra rossa   | SF       | 7–5, 6–1                           |
| 2007 | 7.   | Andy Roddick               | 3    | Canadian Open, Canada              | Cemento       | QF       | 7–6(4), 6–4                        |
| 2007 | 8.   | Rafael Nadal (2)           | 2    | Canadian Open, Canada              | Cemento       | SF       | 7–5, 6–3                           |
| 2007 | 9.   | Roger Federer              | 1    | Canadian Open, Canada              | Cemento       | F        | 7–6(2), 2–6, 7–6(2)                |
| 2008 | 10.  | David Ferrer               | 5    | Australian Open, Melbourne         | Cemento       | QF       | 6–0, 6–3, 7–5                      |
| 2008 | 11.  | Roger Federer (2)          | 1    | Australian Open, Melbourne         | Cemento       | SF       | 7–5, 6–3, 7–6(2)                   |
| 2008 | 12.  | Rafael Nadal (3)           | 2    | Indian Wells Open, Indian Wells    | Cemento       | SF       | 6–3, 6–2                           |
| 2008 | 13.  | David Nalbandian           | 8    | Londra, Regno Unito                | Erba          | SF       | 6–1, 6–0                           |
| 2008 | 14.  | Rafael Nadal (4)           | 2    | Cincinnati Open, Cincinnati        | Cemento       | SF       | 6–1, 7–5                           |
| 2008 | 15.  | James Blake                | 7    | Giochi olimpici, Pechino           | Cemento       | OB       | 6–3, 7–6(4)                        |
| 2008 | 16.  | Andy Roddick (2)           | 8    | US Open, New York                  | Cemento       | QF       | 6–2, 6–3, 3–6, 7–6(5)              |
| 2008 | 17.  | Juan Martín del Potro      | 8    | ATP Finals, Shanghai               | Cemento (i)   | RR       | 7–5, 6–3                           |
| 2008 | 18.  | Nikolaj Davydenko          | 5    | ATP Finals, Shanghai               | Cemento (i)   | RR       | 7–6(3), 0–6, 7–5                   |
| 2008 | 19.  | Gilles Simon               | 6    | ATP Finals, Shanghai               | Cemento (i)   | SF       | 4–6, 6–3, 7–5                      |
| 2008 | 20.  | Nikolaj Davydenko (2)      | 5    | ATP Finals, Shanghai               | Cemento (i)   | F        | 6–1, 7–5                           |
| 2009 | 21.  | Gilles Simon (2)           | 8    | Dubai, Emirati Arabi Uniti         | Cemento       | SF       | 3–6, 7–5, 7–5                      |
| 2009 | 22.  | Roger Federer (3)          | 2    | Miami Open, Miami                  | Cemento       | SF       | 3–6, 6–2, 6–3                      |
| 2009 | 23.  | Fernando Verdasco          | 7    | Monte Carlo, Monaco                | Terra rossa   | QF       | 6–2, 4–6, 6–3                      |
| 2009 | 24.  | Juan Martín del Potro (2)  | 5    | Internazionali d'Italia, Roma      | Terra rossa   | QF       | 6–3, 6–4                           |
| 2009 | 25.  | Roger Federer (4)          | 2    | Internazionali d'Italia, Roma      | Terra rossa   | SF       | 4–6, 6–3, 6–3                      |
| 2009 | 26.  | Gilles Simon (3)           | 9    | Cincinnati Open, Cincinnati        | Cemento       | QF       | 6–4, 7–5                           |
| 2009 | 27.  | Rafael Nadal (4)           | 2    | Cincinnati Open, Cincinnati        | Cemento       | SF       | 6–1, 6–4                           |
| 2009 | 28.  | Fernando Verdasco (2)      | 10   | US Open, New York                  | Cemento       | QF       | 7–6(2), 1–6, 7–5, 6–2              |
| 2009 | 29.  | Fernando Verdasco (3)      | 9    | Pechino, Cina                      | Cemento       | QF       | 6–3, 1–6, 6–1                      |
| 2009 | 30.  | Gilles Simon (4)           | 10   | Shanghai Masters, Shanghai         | Cemento       | QF       | 6–3, 2–6, 6–2                      |
| 2009 | 31.  | Roger Federer (5)          | 1    | Basilea, Svizzera                  | Cemento (i)   | F        | 6–4, 4–6, 6–2                      |
| 2009 | 32.  | Robin Söderling            | 10   | Paris Masters, Parigi              | Cemento (i)   | QF       | 6–4, 1–6, 6–3                      |
| 2009 | 33.  | Rafael Nadal (5)           | 2    | Paris Masters, Parigi              | Cemento (i)   | SF       | 6–2, 6–3                           |
| 2009 | 34.  | Nikolaj Davydenko (3)      | 7    | ATP Finals, Londra                 | Cemento (i)   | RR       | 3–6, 6–4, 7–5                      |
| 2009 | 35.  | Rafael Nadal (6)           | 2    | ATP Finals, Londra                 | Cemento (i)   | RR       | 7–6(5), 6–3                        |
| 2010 | 36.  | Roger Federer (6)          | 2    | US Open, New York                  | Cemento       | SF       | 5–7, 6–1, 5–7, 6–2, 7–5            |
| 2010 | 37.  | Tomáš Berdych              | 7    | Coppa Davis, Belgrado, Serbia      | Cemento (i)   | RR       | 4–6, 6–3, 6–2, 6–4                 |
| 2010 | 38.  | Tomáš Berdych (2)          | 6    | ATP Finals, Londra                 | Cemento (i)   | RR       | 6–3, 6–3                           |
| 2010 | 39.  | Andy Roddick (3)           | 8    | ATP Finals, Londra                 | Cemento (i)   | RR       | 6–2, 6–3                           |
| 2011 | 40.  | Tomáš Berdych (3)          | 6    | Australian Open, Melbourne         | Cemento       | QF       | 6–1, 7–6(5), 6–1                   |
| 2011 | 41.  | Roger Federer (7)          | 2    | Australian Open, Melbourne         | Cemento       | SF       | 7–6(3), 7–5, 6–4                   |
| 2011 | 42.  | Andy Murray                | 5    | Australian Open, Melbourne         | Cemento       | F        | 6–4, 6–2, 6–3                      |
| 2011 | 43.  | Tomáš Berdych (4)          | 7    | Dubai, Emirati Arabi Uniti         | Cemento       | SF       | 6(5)–7, 6–2, 4–2 rit.              |
| 2011 | 44.  | Roger Federer (8)          | 2    | Dubai, Emirati Arabi Uniti         | Cemento       | F        | 6–3, 6–3                           |
| 2011 | 45.  | Roger Federer (9)          | 2    | Indian Wells Open, Indian Wells    | Cemento       | SF       | 6–3, 3–6, 6–2                      |
| 2011 | 46.  | Rafael Nadal (7)           | 1    | Indian Wells Open, Indian Wells    | Cemento       | F        | 4–6, 6–3, 6–2                      |
| 2011 | 47.  | Rafael Nadal (8)           | 1    | Miami Open, Miami                  | Cemento       | F        | 4–6, 6–3, 7–6(4)                   |
| 2011 | 48.  | David Ferrer (2)           | 6    | Madrid Open, Madrid,               | Terra rossa   | QF       | 6–4, 4–6, 6–3                      |
| 2011 | 49.  | Rafael Nadal (9)           | 1    | Madrid Open, Madrid                | Terra rossa   | F        | 7–5, 6–4                           |
| 2011 | 50.  | Robin Söderling (2)        | 5    | Internazionali d'Italia, Roma      | Terra rossa   | QF       | 6–3, 6–0                           |
| 2011 | 51.  | Andy Murray (2)            | 4    | Internazionali d'Italia, Roma      | Terra rossa   | SF       | 6–1, 3–6, 7–6(2)                   |
| 2011 | 52.  | Rafael Nadal (10)          | 1    | Internazionali d'Italia, Roma      | Terra rossa   | F        | 6–4, 6–4                           |
| 2011 | 53.  | Rafael Nadal (11)          | 1    | Wimbledon, Londra                  | Erba          | F        | 6–4, 6–1, 1–6, 6–3                 |
| 2011 | 54.  | Gaël Monfils               | 7    | Canadian Open, Montréal            | Cemento       | QF       | 6–2, 6–1                           |
| 2011 | 55.  | Mardy Fish                 | 8    | Montréal, Canada                   | Cemento       | F        | 6–2, 3–6, 6–4                      |
| 2011 | 56.  | Gaël Monfils (2)           | 8    | Cincinnati Open, Cincinnati        | Cemento       | QF       | 3–6, 6–4, 6–3                      |
| 2011 | 57.  | Tomáš Berdych (5)          | 9    | Cincinnati Open, Cincinnati        | Cemento       | SF       | 7–5, rit.                          |
| 2011 | 58.  | Roger Federer (10)         | 3    | US Open, New York                  | Cemento       | SF       | 6(7)–7, 4–6, 6–3, 6–2, 7–5         |
| 2011 | 59.  | Rafael Nadal (12)          | 2    | US Open, New York                  | Cemento       | F        | 6–2, 6–4, 6(3)–7, 6–1              |
| 2011 | 60.  | Tomáš Berdych (6)          | 7    | ATP Finals, Londra                 | Cemento (i)   | RR       | 3–6, 6–3, 7–6(3)                   |
| 2012 | 61.  | David Ferrer (3)           | 5    | Australian Open, Melbourne         | Cemento       | QF       | 6–4, 7–6(4), 6–1                   |
| 2012 | 62.  | Andy Murray (3)            | 4    | Australian Open, Melbourne         | Cemento       | SF       | 6–3, 3–6, 6(4)–7, 6–1, 7–5         |
| 2012 | 63.  | Rafael Nadal (13)          | 2    | Australian Open, Melbourne         | Cemento       | F        | 5–7, 6–4, 6–2, 6(5)–7, 7–5         |
| 2012 | 64.  | Janko Tipsarević           | 9    | Dubai Tennis Championships, Dubai  | Cemento       | QF       | 6–1, 7–6(6)                        |
| 2012 | 65.  | David Ferrer (4)           | 5    | Miami Open, Miami                  | Cemento       | QF       | 6–2, 7–6(1)                        |
| 2012 | 66.  | Andy Murray (4)            | 4    | Miami Open, Miami                  | Cemento       | F        | 6–1, 7–6(4)                        |
| 2012 | 67.  | Tomáš Berdych (7)          | 7    | Monte Carlo Masters, Monte Carlo   | Terra rossa   | SF       | 4–6, 6–3, 6–2                      |
| 2012 | 68.  | Jo-Wilfried Tsonga         | 5    | Internazionali d'Italia, Roma      | Terra rossa   | QF       | 7–5, 6–1                           |
| 2012 | 69.  | Roger Federer (11)         | 3    | Internazionali d'Italia, Roma      | Terra rossa   | SF       | 6–2, 7–6(4)                        |
| 2012 | 70.  | Jo-Wilfried Tsonga (2)     | 5    | Roland Garros, Parigi              | Terra rossa   | QF       | 6–1, 5–7, 5–7, 7–6(6), 6–1         |
| 2012 | 71.  | Roger Federer (12)         | 3    | Roland Garros, Parigi              | Terra rossa   | SF       | 6–4, 7–5, 6–3                      |
| 2012 | 72.  | Jo Wilfried Tsonga (3)     | 6    | Olimpiadi, Londra                  | QF            | 6–1, 7–5 |                                    |
| 2012 | 73.  | Janko Tipsarević (2)       | 9    | Canadian Open, Toronto             | Cemento       | SF       | 6–4, 6–1                           |
| 2012 | 74.  | Juan Martín del Potro (3)  | 9    | Cincinnati Open, Cincinnati        | Cemento       | SF       | 6–3, 6–2                           |
| 2012 | 75.  | Juan Martín del Potro (4)  | 8    | US Open, New York                  | Cemento       | QF       | 6–2, 7–6(3), 6–4                   |
| 2012 | 76.  | David Ferrer (5)           | 5    | US Open, New York                  | Cemento       | SF       | 2–6, 6–1, 6–4, 6–2                 |
| 2012 | 77.  | Jo-Wilfried Tsonga (4)     | 7    | China Open, Pechino                | Cemento       | F        | 7–6(8), 6–4                        |
| 2012 | 78.  | Tomáš Berdych (8)          | 7    | Shanghai Masters, Shanghai         | Cemento       | SF       | 6–3, 6–4                           |
| 2012 | 79.  | Andy Murray (5)            | 3    | Shanghai Masters, Shanghai         | Cemento       | F        | 5–7, 7–6(11), 6–3                  |
| 2012 | 80.  | Jo-Wilfried Tsonga (5)     | 8    | ATP Finals, Londra                 | Cemento (i)   | RR       | 7–6(4), 6–3                        |
| 2012 | 81.  | Andy Murray (6)            | 3    | ATP Finals, Londra                 | Cemento (i)   | RR       | 4–6, 6–3, 7–5                      |
| 2012 | 82.  | Tomáš Berdych (9)          | 6    | ATP Finals, Londra                 | Cemento (i)   | RR       | 6–2, 7–6(6)                        |
| 2012 | 83.  | Juan Martín del Potro (5)  | 7    | ATP Finals, Londra                 | Cemento (i)   | SF       | 4–6, 6–3, 6–2                      |
| 2012 | 84.  | Roger Federer (13)         | 2    | ATP Finals, Londra                 | Cemento (i)   | F        | 7–6(6), 7–5                        |
| 2013 | 85.  | Tomáš Berdych (10)         | 6    | Australian Open, Melbourne         | Cemento       | QF       | 6–1, 4–6, 6–1, 6–4                 |
| 2013 | 86.  | David Ferrer (6)           | 5    | Australian Open, Melbourne         | Cemento       | SF       | 6–2, 6–2, 6–1                      |
| 2013 | 87.  | Andy Murray (7)            | 3    | Australian Open, Melbourne         | Cemento       | F        | 6(2)–7, 7–6(3), 6–3, 6–2           |
| 2013 | 88.  | Juan Martín del Potro (6)  | 7    | Dubai Tennis Championships, Dubai  | Cemento       | SF       | 6–3, 7–6(4)                        |
| 2013 | 89.  | Tomáš Berdych (11)         | 6    | Dubai Tennis Championships, Dubai  | Cemento       | F        | 7–5, 6–3                           |
| 2013 | 90.  | Jo-Wilfried Tsonga (6)     | 8    | Indian Wells Open, Indian Wells    | Cemento       | QF       | 6–3, 6–1                           |
| 2013 | 91.  | Rafael Nadal (14)          | 5    | Monte Carlo Masters, Monte Carlo   | Terra rossa   | F        | 6–2, 7–6(1)                        |
| 2013 | 92.  | Tomáš Berdych (12)         | 6    | Wimbledon, Londra                  | Erba          | QF       | 7–6(5), 6–4, 6–3                   |
| 2013 | 93.  | Juan Martín del Potro (7)  | 8    | Wimbledon, Londra                  | Erba          | SF       | 7–5, 4–6, 7–6(2), 6(6)–7, 6–3      |
| 2013 | 94.  | Richard Gasquet            | 10   | Canadian Open, Montréal            | Cemento       | QF       | 6–1, 6–2                           |
| 2013 | 95.  | Stan Wawrinka              | 10   | US Open, New York                  | Cemento       | SF       | 2–6, 7–6(4), 3–6, 6–3, 6–4         |
| 2013 | 96.  | Richard Gasquet (2)        | 10   | China Open, Pechino                | Cemento       | SF       | 6–4, 6–2                           |
| 2013 | 97.  | Rafael Nadal (15)          | 2    | China Open, Pechino                | Cemento       | F        | 6–3, 6–4                           |
| 2013 | 98.  | Jo-Wilfried Tsonga (7)     | 9    | Shanghai Masters, Shanghai         | Cemento       | SF       | 6–2, 7–5                           |
| 2013 | 99.  | Juan Martín del Potro (8)  | 5    | Shanghai Masters, Shanghai         | Cemento       | F        | 6–1, 3–6, 7–6(3)                   |
| 2013 | 100. | Stan Wawrinka (2)          | 8    | Paris Masters, Parigi              | Cemento (i)   | QF       | 6–1, 6–4                           |
| 2013 | 101. | Roger Federer (14)         | 6    | Paris Masters, Parigi              | Cemento (i)   | SF       | 4–6, 6–3, 6–2                      |
| 2013 | 102. | David Ferrer (7)           | 3    | Paris Masters, Parigi              | Cemento (i)   | F        | 7–5, 7–5                           |
| 2013 | 103. | Roger Federer (15)         | 7    | ATP Finals, Londra                 | Cemento (i)   | RR       | 6–4, 6(2)–7, 6–2                   |
| 2013 | 104. | Juan Martín del Potro (9)  | 5    | ATP Finals, Londra                 | Cemento (i)   | RR       | 6–3, 3–6, 6–3                      |
| 2013 | 105. | Richard Gasquet (3)        | 9    | ATP Finals, Londra                 | Cemento (i)   | RR       | 7–6(5), 4–6, 6–3                   |
| 2013 | 106. | Stan Wawrinka (3)          | 8    | ATP Finals, Londra                 | Cemento (i)   | SF       | 6–3, 6–3                           |
| 2013 | 107. | Rafael Nadal (16)          | 1    | ATP Finals, Londra                 | Cemento (i)   | F        | 6–3, 6–4                           |
| 2013 | 108. | Tomáš Berdych (13)         | 7    | Coppa Davis, Belgrado              | Cemento (i)   | RR       | 6–4, 7–6(5), 6–2                   |
| 2014 | 109. | Roger Federer (16)         | 8    | Indian Wells Open, Indian Wells    | Cemento       | F        | 3–6, 6–3, 7–6(3)                   |
| 2014 | 110. | Andy Murray (8)            | 6    | Miami Open, Miami                  | Cemento       | QF       | 7–5, 6–3                           |
| 2014 | 111. | Rafael Nadal (17)          | 1    | Miami Open, Miami                  | Cemento       | F        | 6–3, 6–3                           |
| 2014 | 112. | David Ferrer (8)           | 5    | Internazionali d'Italia, Roma      | Terra rossa   | QF       | 7–5, 4–6, 6–3                      |
| 2014 | 113. | Milos Raonic               | 10   | Internazionali d'Italia, Roma      | Terra rossa   | SF       | 6(5)–7, 7–6(4), 6–3                |
| 2014 | 114. | Rafael Nadal (18)          | 1    | Internazionali d'Italia, Roma      | Terra rossa   | F        | 4–6, 6–3, 6–3                      |
| 2014 | 115. | Milos Raonic (2)           | 5    | Roland Garros, Parigi              | Terra rossa   | QF       | 7–5, 7–6(5), 6–4                   |
| 2014 | 116. | Roger Federer (17)         | 4    | Wimbledon, Londra                  | Erba          | F        | 6(7)–7, 6–4, 7–6(4), 5–7, 6–4      |
| 2014 | 117. | Andy Murray (9)            | 9    | US Open, New York                  | Cemento       | QF       | 7–6(1), 6(1)–7, 6–2, 6–4           |
| 2014 | 118. | Grigor Dimitrov            | 10   | China Open, Pechino                | Cemento       | QF       | 6–2, 6–4                           |
| 2014 | 119. | Tomáš Berdych (13)         | 6    | China Open, Pechino                | Cemento       | F        | 6–0, 6–2                           |
| 2014 | 120. | David Ferrer (9)           | 5    | Shanghai Masters, Shanghai         | Cemento       | QF       | 6–4, 6–2                           |
| 2014 | 121. | Andy Murray (10)           | 8    | Paris Masters, Parigi              | Cemento (i)   | QF       | 7–5, 6–2                           |
| 2014 | 122. | Kei Nishikori              | 7    | Paris Masters, Parigi              | Cemento (i)   | SF       | 6–2, 6–3                           |
| 2014 | 123. | Milos Raonic (3)           | 10   | Paris Masters, Parigi              | Cemento (i)   | F        | 6–2, 6–3                           |
| 2014 | 124. | Marin Čilić                | 9    | ATP Finals, Londra                 | Cemento (i)   | RR       | 6–1, 6–1                           |
| 2014 | 125. | Stan Wawrinka (4)          | 4    | ATP Finals, Londra                 | Cemento (i)   | RR       | 6–3, 6–0                           |
| 2014 | 126. | Tomáš Berdych (14)         | 7    | ATP Finals, Londra                 | Cemento (i)   | RR       | 6–2, 6–2                           |
| 2014 | 127. | Kei Nishikori (2)          | 5    | ATP Finals, Londra                 | Cemento (i)   | SF       | 6–1, 3–6, 6–0                      |
| 2015 | 128. | Milos Raonic (4)           | 8    | Australian Open, Melbourne         | Cemento       | QF       | 7–6(5), 6–4, 6–2                   |
| 2015 | 129. | Stan Wawrinka (5)          | 4    | Australian Open, Melbourne         | Cemento       | SF       | 7–6(1), 3–6, 6–4, 4–6, 6–0         |
| 2015 | 130. | Andy Murray (11)           | 6    | Australian Open, Melbourne         | Cemento       | F        | 7–6(5), 6(4)–7, 6–3, 6–0           |
| 2015 | 131. | Tomáš Berdych (15)         | 8    | Dubai, Emirati Arabi Uniti         | Cemento       | SF       | 6–0, 5–7, 6–4                      |
| 2015 | 132. | Andy Murray (12)           | 4    | Indian Wells Open, Indian Wells    | Cemento       | SF       | 6–2, 6–3                           |
| 2015 | 133. | Roger Federer (18)         | 2    | Indian Wells Open, Indian Wells    | Cemento       | F        | 6–3, 6(5)–7, 6–2                   |
| 2015 | 134. | David Ferrer (10)          | 7    | Miami Open, Miami                  | Cemento       | QF       | 7–5, 7–5                           |
| 2015 | 135. | Andy Murray (13)           | 4    | Miami Open, Miami                  | Cemento       | F        | 7–6(3), 4–6, 6–0                   |
| 2015 | 136. | Marin Čilić (2)            | 10   | Monte Carlo Masters, Monaco        | Terra rossa   | QF       | 6–0, 6–3                           |
| 2015 | 137. | Rafael Nadal (19)          | 5    | Monte Carlo Masters, Monaco        | Terra rossa   | SF       | 6–3, 6–3                           |
| 2015 | 138. | Tomáš Berdych (16)         | 8    | Monte Carlo Masters, Monaco        | Terra rossa   | F        | 7–5, 4–6, 6–3                      |
| 2015 | 139. | Kei Nishikori (3)          | 6    | Internazionali d'Italia, Roma      | Terra rossa   | QF       | 6–3, 3–6, 6–1                      |
| 2015 | 140. | David Ferrer (11)          | 8    | Internazionali d'Italia, Roma      | Terra rossa   | SF       | 6–4, 6–4                           |
| 2015 | 141. | Roger Federer (19)         | 2    | Internazionali d'Italia, Roma      | Terra rossa   | F        | 6–4, 6–3                           |
| 2015 | 142. | Rafael Nadal (20)          | 7    | Roland Garros, Parigi              | Terra rossa   | QF       | 7–5, 6–3, 6–1                      |
| 2015 | 143. | Andy Murray (14)           | 3    | Roland Garros, Parigi              | Terra rossa   | SF       | 6–3, 6–3, 5–7, 5–7, 6–1            |
| 2015 | 144. | Marin Čilić (3)            | 9    | Wimbledon, Londra                  | Erba          | QF       | 6–4, 6–4, 6–4                      |
| 2015 | 145. | Roger Federer (20)         | 2    | Wimbledon, Londra                  | Erba          | F        | 7–6(1), 6(10)–7, 6–4, 6–3          |
| 2015 | 146. | Stan Wawrink] (6)          | 5    | Cincinnati Open, Cincinnati        | Cemento       | QF       | 6–4, 6–1                           |
| 2015 | 147. | Marin Čilić (4)            | 9    | US Open, New York                  | Cemento       | SF       | 6–0, 6–1, 6–2                      |
| 2015 | 148. | Roger Federer (21)         | 2    | US Open, New York                  | Cemento       | F        | 6–4, 5–7, 6–4, 6–4                 |
| 2015 | 149. | David Ferrer (12)          | 7    | China Open, Pechino                | Cemento       | SF       | 6–2, 6–3                           |
| 2015 | 150. | Rafael Nadal (21)          | 8    | China Open, Pechino                | Cemento       | F        | 6–2, 6–2                           |
| 2015 | 151. | Andy Murray (15)           | 2    | Shanghai Masters, Shanghai         | Cemento       | SF       | 6–1, 6–3                           |
| 2015 | 152. | Tomáš Berdych (17)         | 5    | Paris Masters, Parigi              | Cemento (i)   | QF       | 7–6(3), 7–6(8)                     |
| 2015 | 153. | Stan Wawrinka (7)          | 4    | Paris Masters, Parigi              | Cemento (i)   | SF       | 6–3, 3–6, 6–0                      |
| 2015 | 154. | Andy Murray (16)           | 3    | Paris Masters, Parigi              | Cemento (i)   | F        | 6–2, 6–4                           |
| 2015 | 155. | Kei Nishikori (4)          | 8    | ATP Finals, Londra                 | Cemento (i)   | RR       | 6–1, 6–1                           |
| 2015 | 156. | Tomáš Berdych (18)         | 6    | ATP Finals, Londra                 | Cemento (i)   | RR       | 6–3, 7–5                           |
| 2015 | 157. | Rafael Nadal (22)          | 5    | ATP Finals, Londra                 | Cemento (i)   | SF       | 6–3, 6–3                           |
| 2015 | 158. | Roger Federer (22)         | 3    | ATP Finals, Londra                 | Cemento (i)   | F        | 6–3, 6–4                           |
| 2016 | 159. | Tomáš Berdych (19)         | 6    | Qatar Open ATP, Doha               | Cemento       | SF       | 6–3, 7–6(3)                        |
| 2016 | 160. | Rafael Nadal (23)          | 5    | Qatar Open ATP, [[Doha             | Cemento       | F        | 6–1, 6–2                           |
| 2016 | 161. | Kei Nishikori (5)          | 7    | Australian Open, Melbourne         | Cemento       | QF       | 6–4, 6–3, 6–4                      |
| 2016 | 162. | Roger Federer (23)         | 3    | Australian Open, Melbourne         | Cemento       | SF       | 6–1, 6–2, 3–6, 6–3                 |
| 2016 | 163. | Andy Murray (17)           | 2    | Australian Open, Melbourne         | Cemento       | F        | 6–1, 7–5, 7–6(3)                   |
| 2016 | 164. | Jo-Wilfried Tsonga (8)     | 9    | Indian Wells Open, Indian Wells    | Cemento       | QF       | 7–6(2), 7–6(2)                     |
| 2016 | 165. | Rafael Nadal (24)          | 5    | Indian Wells Open, Indian Wells    | Cemento       | SF       | 7–6(5), 6–2                        |
| 2016 | 166. | Tomáš Berdych (20)         | 7    | Miami Open, Miami                  | Cemento       | QF       | 6–3, 6–3                           |
| 2016 | 167. | Kei Nishikori (6)          | 6    | Miami Open, Miami                  | Cemento       | F        | 6–3, 6–3                           |
| 2016 | 168. | Milos Raonic (5)           | 10   | [Madrid Open]], Madrid             | Terra rossa   | QF       | 6–3, 6–4                           |
| 2016 | 169. | Kei Nishikori (7)          | 6    | Madrid Open, Madrid                | Terra rossa   | SF       | 6–3, 7–6(4)                        |
| 2016 | 170. | Andy Murray (18)           | 2    | Madrid Open, Madrid                | Terra rossa   | F        | 6–2, 3–6, 6–3                      |
| 2016 | 171. | Rafael Nadal (25)          | 5    | Internazionali d'Italia, Roma      | Terra rossa   | QF       | 7–5, 7–6(4)                        |
| 2016 | 172. | Kei Nishikori (8)          | 6    | Internazionali d'Italia, Roma      | Terra rossa   | SF       | 2–6, 6–4, 7–6(5)                   |
| 2016 | 173. | Tomáš Berdych (21)         | 8    | Roland Garros, Parigi              | Terra rossa   | QF       | 6–3, 7–5, 6–3                      |
| 2016 | 174. | Andy Murray (19)           | 2    | Roland Garros, Parigi              | Terra rossa   | F        | 3–6, 6–1, 6–2, 6–4                 |
| 2016 | 175. | Tomáš Berdych (22)         | 8    | Canadian Open, Toronto             | Cemento       | QF       | 7–6(6), 6–4                        |
| 2016 | 176. | Kei Nishikori (9)          | 6    | Canadian Open, Toronto             | Cemento       | F        | 6–3, 7–5                           |
| 2016 | 177. | Dominic Thiem              | 9    | ATP Finals, Londra                 | Cemento (i)   | RR       | 6(10)–7, 6–0, 6–2                  |
| 2016 | 178. | Milos Raonic (6)           | 4    | ATP Finals, Londra                 | Cemento (i)   | RR       | 7–6(6), 7–6(5)                     |
| 2016 | 179. | Kei Nishikori (10)         | 5    | ATP Finals, Londra                 | Cemento (i)   | SF       | 6–1, 6–1                           |
| 2017 | 180. | Andy Murray (20)           | 1    | Qatar Open ATP, Doha               | Cemento       | F        | 6–3, 5–7, 6–4                      |
| 2017 | 181. | Dominic Thiem (2)          | 7    | Internazionali d'Italia, Roma      | Cemento       | SF       | 6–1, 6–0                           |
| 2018 | 182. | Grigor Dimitrov (2)        | 5    | Queen's Club Championships, Londra | Erba          | 2T       | 6–4, 6–1                           |
| 2018 | 183. | Rafael Nadal (26)          | 1    | Wimbledon, Londra                  | Erba          | SF       | 6–4, 3–6, 7–6(9), 3–6, 10–8        |
| 2018 | 184. | Kevin Anderson             | 8    | Wimbledon, Londra                  | Erba          | F        | 6–2, 6–2, 7–6(3)                   |
| 2018 | 185. | Grigor Dimitrov (3)        | 5    | Cincinnati Open, Cincinnati        | Cemento       | 3T       | 2–6, 6–3, 6–4                      |
| 2018 | 186. | Marin Čilić (5)            | 7    | Cincinnati Open, Cincinnati        | Cemento       | SF       | 6–4, 3–6, 6–3                      |
| 2018 | 187. | Roger Federer (24)         | 2    | Cincinnati Open, Cincinnati        | Cemento       | F        | 6–4, 6–4                           |
| 2018 | 188. | Juan Martín del Potro (10) | 3    | US Open, New York                  | Cemento       | F        | 6–3, 7–6(4), 6–3                   |
| 2018 | 189. | Kevin Anderson (2)         | 8    | Shanghai Masters, Shanghai         | Cemento       | QF       | 7–6(1), 6–3                        |
| 2018 | 190. | Alexander Zverev           | 5    | Shanghai Masters, Shanghai         | Cemento       | SF       | 6–2, 6–1                           |
| 2018 | 191. | Marin Čilić (6)            | 7    | Paris Masters, Parigi              | Cemento (i)   | QF       | 4–6, 6–2, 6–3                      |
| 2018 | 192. | Roger Federer (25)         | 3    | Paris Masters, Parigi              | Cemento (i)   | SF       | 7–6(6), 5–7, 7–6(3)                |
| 2018 | 193. | John Isner                 | 10   | ATP Finals, Londra                 | Cemento (i)   | RR       | 6–4, 6–3                           |
| 2018 | 194. | Alexander Zverev (2)       | 5    | ATP Finals, Londra                 | Cemento (i)   | RR       | 6–4, 6–1                           |
| 2018 | 195. | Marin Čilić (7)            | 7    | ATP Finals, Londra                 | Cemento (i)   | RR       | 7–6(7), 6–2                        |
| 2018 | 196. | Kevin Anderson (3)         | 6    | ATP Finals, Londra                 | Cemento (i)   | SF       | 6–2, 6–2                           |
| 2019 | 197. | Kei Nishikori (11)         | 9    | Australian Open, Melbourne         | Cemento       | QF       | 6–1, 4–1, rit.                     |
| 2019 | 198. | Rafael Nadal (27)          | 2    | Australian Open, Melbourne         | Cemento       | F        | 6–3, 6–2, 6–3                      |
| 2019 | 199. | Dominic Thiem (3)          | 5    | Madrid Open, Madrid                | Terra rossa   | SF       | 7–6(2), 7–6(4)                     |
| 2019 | 200. | Stefanos Tsitsipas         | 8    | Madrid Open, Madrid                | Terra rossa   | F        | 6–3, 6–4                           |
| 2019 | 201. | Juan Martín del Potro (11) | 7    | Internazionali d'Italia, Roma      | Terra rossa   | QF       | 4–6, 7–6(6), 6–4                   |
| 2019 | 202. | Alexander Zverev (3)       | 5    | Roland Garros, Parigi              | Terra rossa   | QF       | 7–5, 6–2, 6–2                      |
| 2019 | 203. | Roger Federer (26)         | 3    | Wimbledon, Londra                  | Erba          | F        | 7–6(5), 1–6, 7–6(4), 4–6, 13–12(3) |
| 2019 | 204. | Stefanos Tsitsipas (2)     | 7    | Paris Masters, Parigi              | Cemento (i)   | QF       | 6–1, 6–2                           |
| 2019 | 205. | Matteo Berrettini          | 8    | ATP Finals, Londra                 | Cemento (i)   | RR       | 6–2, 6–1                           |
| 2020 | 206. | Gaël Monfils (3)           | 9    | ATP Cup, Brisbane                  | Cemento       | RR       | 6–3, 6–2                           |
| 2020 | 207. | Daniil Medvedev            | 5    | ATP Cup, Sydney                    | Cemento       | SF       | 6–1, 5–7, 6–4                      |
| 2020 | 208. | Rafael Nadal (28)          | 1    | ATP Cup, Sydney                    | Cemento       | F        | 6–2, 7–6(4)                        |
| 2020 | 209. | Roger Federer (27)         | 3    | Australian Open, Melbourne         | Cemento       | SF       | 7–6(1), 6–4, 6–3                   |
| 2020 | 210. | Dominic Thiem (5)          | 5    | Australian Open, Melbourne         | Cemento       | F        | 6–4, 4–6, 2–6, 6–3, 6–4            |
| 2020 | 211. | Gaël Monfils (4)           | 9    | Dubai Tennis Championships, Dubai  | Cemento       | SF       | 2–6, 7–6(8), 6–1                   |
| 2020 | 212. | Stefanos Tsitsipas (2)     | 6    | Dubai Tennis Championships, Dubai  | Cemento       | F        | 6–3, 6–4                           |
| 2020 | 213. | Stefanos Tsitsipas (4)     | 6    | Roland Garros, Parigi              | Terra rossa   | SF       | 6–3, 6–2, 5–7, 4-6, 6–1            |
| 2020 | 214. | Diego Schwartzman          | 9    | ATP Finals, Londra                 | Cemento (i)   | RR       | 6–3, 6–2                           |
| 2020 | 215. | Alexander Zverev (4)       | 7    | ATP Finals, Londra                 | Cemento (i)   | RR       | 6–3, 7–6(4)                        |
| 2021 | 216. | Alexander Zverev (5)       | 7    | ATP Cup, Melbourne                 | Cemento       | RR       | 6(3)–7, 6–2, 7–5                   |
| 2021 | 217. | Alexander Zverev (6)       | 7    | Australian Open, Melbourne         | Cemento       | QF       | 6(6)–7, 6–2, 6–4, 7–6(6)           |
| 2021 | 218. | Daniil Medvedev (2)        | 4    | Australian Open, Melbourne         | Cemento       | F        | 7–5, 6–2, 6–2                      |
| 2021 | 219. | Stefanos Tsitsipas (5)     | 5    | Internazionali d'Italia, Roma      | Terra rossa   | QF       | 4–6, 7–5, 7–5                      |
| 2021 | 220. | Matteo Berrettini (2)      | 9    | Roland Garros, Parigi              | Terra rossa   | QF       | 6–3, 6–2, 6(5)–7, 7–5              |
| 2021 | 221. | Rafael Nadal (29)          | 3    | Roland Garros, Parigi              | Terra rossa   | SF       | 3–6, 6–3, 7–6(4), 6–2              |
| 2021 | 222. | Stefanos Tsitsipas (6)     | 5    | Roland Garros, Parigi              | Terra rossa   | F        | 6(6)–7, 2–6, 6–3, 6–2, 6–4         |
| 2021 | 223. | Matteo Berrettini (3)      | 9    | Wimbledon, Londra                  | Erba          | F        | 6(4)–7, 6–4, 6–4, 6–3              |
| 2021 | 224. | Matteo Berrettini (4)      | 8    | US Open, New York                  | Cemento       | QF       | 5–7, 6–2, 6–2, 6–3                 |
| 2021 | 225. | Alexander Zverev (7)       | 4    | US Open, New York                  | Cemento       | SF       | 4–6, 6–2, 6–4, 4–6, 6–2            |
| 2021 | 226. | Hubert Hurkacz             | 10   | Paris Masters, Parigi              | Cemento (i)   | SF       | 3–6, 6–0, 7–6(5)                   |
| 2021 | 227. | Daniil Medvedev (3)        | 2    | Paris Masters, Parigi              | Cemento (i)   | F        | 4–6, 6–3, 6–3                      |
| 2021 | 228. | Casper Ruud                | 8    | ATP Finals, Torino                 | Cemento (i)   | RR       | 7–6(4), 6–2                        |
| 2021 | 229. | Andrej Rublëv              | 5    | ATP Finals, Torino                 | Cemento (i)   | RR       | 6–3, 6–2                           |
| 2022 | 230. | Félix Auger-Aliassime      | 9    | Internazionali d'Italia, Roma      | Terra rossa   | QF       | 7–5, 7–6(1)                        |
| 2022 | 231. | Casper Ruud (2)            | 10   | Internazionali d'Italia, Roma      | Terra rossa   | SF       | 6–4, 6–3                           |
| 2022 | 232. | Stefanos Tsitsipas (7)     | 5    | Internazionali d'Italia, Roma      | Terra rossa   | F        | 6–0, 7–6(5)                        |
| 2022 | 233. | Daniil Medvedev (4)        | 4    | Astana Open, Nur-Sultan            | Cemento (i)   | SF       | 4–6, 7–6(6), rit.                  |
| 2022 | 234. | Stefanos Tsitsipas (8)     | 6    | Astana Open, Nur-Sultan            | Cemento (i)   | F        | 6–3, 6–4                           |
| 2022 | 235. | Stefanos Tsitsipas(9)      | 5    | Paris Masters, Parigi              | Cemento (i)   | SF       | 6–2, 3–6, 7–6(4)                   |
| 2022 | 236. | Stefanos Tsitsipas (10)    | 3    | ATP Finals, Torino                 | Cemento (i)   | RR       | 6–4, 7–6(4)                        |
| 2022 | 237. | Andrej Rublëv (2)          | 7    | ATP Finals, Torino                 | Cemento (i)   | RR       | 6–4, 6–1                           |
| 2022 | 238. | Daniil Medvedev (5)        | 5    | ATP Finals, Torino                 | Cemento (i)   | RR       | 6–3, 6(5)–7, 7–6(2)                |
| 2022 | 239. | Taylor Fritz               | 9    | ATP Finals, Torino                 | Cemento (i)   | SF       | 7–6(5), 7–6(6)                     |
| 2022 | 240. | Casper Ruud (3)            | 4    | ATP Finals, Torino                 | Cemento (i)   | F        | 7–5, 6–3                           |
| 2023 | 241. | Daniil Medvedev (6)        | 7    | Adelaide International, Adelaide   | Cemento       | SF       | 6–3, 6–4                           |
| 2023 | 242. | Andrej Rublëv (3)          | 6    | Australian Open, Melbourne         | Cemento       | QF       | 6–1, 6–2, 6–4                      |
| 2023 | 243. | Stefanos Tsitsipas (11)    | 4    | Australian Open, Melbourne         | Cemento       | F        | 6–3, 7–6(4), 7–6(5)                |
| 2023 | 244. | Carlos Alcaraz             | 1    | Roland Garros, Parigi              | Terra rossa   | SF       | 6–3, 5–7, 6–1, 6–1                 |
| 2023 | 245. | Casper Ruud (4)            | 4    | Roland Garros, Parigi              | Terra rossa   | F        | 7–6(1), 6–3, 7–5                   |
| 2023 | 246. | Andrej Rublëv (4)          | 7    | Wimbledon, Londra                  | Erba          | QF       | 4–6, 6–1, 6–4, 6–3                 |
| 2023 | 247. | Jannik Sinner              | 8    | Wimbledon, Londra                  | Erba          | SF       | 6–3, 6–4, 7–6(4)                   |
| 2023 | 248. | Taylor Fritz (2)           | 9    | Cincinnati Open, Cincinnati        | Cemento       | QF       | 6–0, 6–4                           |
| 2023 | 249. | Carlos Alcaraz (2)         | 1    | Cincinnati Open, Cincinnati        | Cemento       | F        | 5–7, 7–6(7), 7–6(4)                |
| 2023 | 250. | Taylor Fritz (3)           | 9    | US Open, New York                  | Cemento       | QF       | 6–1, 6–4, 6–4                      |
| 2023 | 251. | Daniil Medvedev (7)        | 3    | US Open, New York                  | Cemento       | F        | 6–3, 7–6(5), 6–3                   |
| 2023 | 252. | Holger Rune                | 7    | Paris Masters, Parigi              | Cemento (i)   | QF       | 7–5, 6(3)–7, 6–4                   |
| 2023 | 253. | Andrej Rublëv (5)          | 5    | Paris Masters, Parigi              | Cemento (i)   | SF       | 5–7, 7–6(3), 7–5                   |
| 2023 | 254. | Holger Rune (2)            | 8    | ATP Finals, Torino                 | Cemento (i)   | RR       | 7–6(4), 6(1)–7, 6–3                |
| 2023 | 255. | Hubert Hurkacz (2)         | 9    | ATP Finals, Torino                 | Cemento (i)   | RR       | 7–6(1), 4–6, 6–1                   |
| 2023 | 256. | Carlos Alcaraz (3)         | 2    | ATP Finals, Torino                 | Cemento (i)   | SF       | 6–3, 6–2                           |
| 2023 | 257. | Jannik Sinner (2)          | 4    | ATP Finals, Torino                 | Cemento (i)   | F        | 6–3, 6–3                           |
| 2024 | 258. | Carlos Alcaraz (4)         | 3    | Giochi olimpici, Parigi            | Terra rossa   | F        | 7–6(3), 7–6(2)                     |
| 2024 | 259. | Taylor Fritz (4)           | 7    | Shanghai Masters, Shanghai         | Cemento       | SF       | 6–4, 7–6(6)                        |
| 2025 | 260. | Carlos Alcaraz (5)         | 3    | Australian Open, Melbourne         | Cemento       | QF       | 4–6, 6–4, 6–3, 6–4                 |
| 2025 | 261. | Alexander Zverev (8)       | 3    | Roland Garros, Parigi              | Terra rossa   | QF       | 4–6, 6–3, 6–2, 6–4                 |

## Guadagni
| Anno     | Grandi Slam | ATP Tour | Totale | Guadagni ($) | Posizione |
| -------- | ----------- | -------- | ------ | ------------ | --------- |
| 2003     | 0           | 0        | 0      | 2,614        | 937       |
| 2004     | 0           | 0        | 0      | 35,513       | 292       |
| 2005     | 0           | 0        | 0      | 195,981      | 114       |
| 2006     | 0           | 2        | 2      | 611,330      | 28        |
| 2007     | 0           | 5        | 5      | 3,898,625    | 3         |
| 2008     | 1           | 3        | 4      | 5,689,715    | 3         |
| 2009     | 0           | 5        | 5      | 5,438,063    | 3         |
| 2010     | 0           | 2        | 2      | 4,243,807    | 3         |
| 2011     | 3           | 7        | 10     | 12,595,903   | 1         |
| 2012     | 1           | 5        | 6      | 12,799,921   | 1         |
| 2013     | 1           | 6        | 7      | 12,436,137   | 2         |
| 2014     | 1           | 6        | 7      | 14,250,527   | 1         |
| 2015     | 3           | 8        | 11     | 21,646,145   | 1         |
| 2016     | 2           | 5        | 7      | 11,013,256   | 2         |
| 2017     | 0           | 2        | 2      | 2,116,524    | 12        |
| 2018     | 2           | 2        | 4      | 12,609,672   | 1         |
| 2019     | 2           | 3        | 5      | 10,957,751   | 2         |
| 2020     | 1           | 3        | 4      | 5,976,158    | 1         |
| 2021     | 3           | 2        | 5      | 9,069,225    | 1         |
| 2022     | 1           | 4        | 5      | 9,934,582    | 5         |
| 2023     | 3           | 4        | 7      | 9,069,225    | 1         |
| 2024     | 0           | 0        | 0      | 955,665      | 5         |
| Carriera | 24          | 74       | 98     | 181,599,018  | 1         |

- Aggiornato al 31 dicembre 2023

## Strisce di vittorie

### Vittorie consecutive nei tornei del Grande Slam (30)
| Vittoria n. | Torneo                   | Data    | Superficie | Turno | Avversario                | Rank | Punteggio                     |
| ----------- | ------------------------ | ------- | ---------- | ----- | ------------------------- | ---- | ----------------------------- |
| 1           | Torneo di Wimbledon 2015 | 29/6/15 | Erba       | 1T    | Philipp Kohlschreiber     | 33   | 6–4, 6–4, 6–4                 |
| 2           | Torneo di Wimbledon 2015 | 29/6/15 | Erba       | 2T    | Jarkko Nieminen           | 92   | 6–4, 6–2, 6–3                 |
| 3           | Torneo di Wimbledon 2015 | 29/6/15 | Erba       | 3T    | Bernard Tomić             | 26   | 6–3, 6–3, 6–3                 |
| 4           | Torneo di Wimbledon 2015 | 29/6/15 | Erba       | 4T    | Kevin Anderson            | 14   | 6(6)–7, 6(6)–7, 6–1, 6–4, 7–5 |
| 5           | Torneo di Wimbledon 2015 | 29/6/15 | Erba       | QF    | Marin Čilić               | 9    | 6–4, 6–4, 6–4                 |
| 6           | Torneo di Wimbledon 2015 | 29/6/15 | Erba       | SF    | Richard Gasquet           | 20   | 7–6(2), 6–4, 6–4              |
| 7           | Torneo di Wimbledon 2015 | 29/6/15 | Erba       | F     | Roger Federer             | 2    | 7–6(1), 6(10)–7, 6–4, 6–3     |
| 8           | US Open 2015             | 31/8/15 | Cemento    | 1T    | Joao Souza                | 91   | 6–1, 6–1, 6–1                 |
| 9           | US Open 2015             | 31/8/15 | Cemento    | 2T    | Andreas Haider-Maurer     | 52   | 6–4, 6–1, 6–2                 |
| 10          | US Open 2015             | 31/8/15 | Cemento    | 3T    | Andreas Seppi             | 25   | 6–3, 7–5, 7–5                 |
| 11          | US Open 2015             | 31/8/15 | Cemento    | 4T    | Roberto Bautista Agut     | 23   | 6–3, 4–6, 6–4, 6–3            |
| 12          | US Open 2015             | 31/8/15 | Cemento    | QF    | Feliciano López           | 19   | 6–1, 3–6, 6–3, 7–6(2)         |
| 13          | US Open 2015             | 31/8/15 | Cemento    | SF    | Marin Čilić (2)           | 9    | 6–0, 6–1, 6–2                 |
| 14          | US Open 2015             | 31/8/15 | Cemento    | F     | Roger Federer (2)         | 2    | 6–4, 5–7, 6–4, 6–4            |
| 15          | Australian Open 2016     | 18/1/16 | Cemento    | 1T    | Chung Hyeon               | 52   | 6–3, 6–2, 6–4                 |
| 16          | Australian Open 2016     | 18/1/16 | Cemento    | 2T    | Quentin Halys             | 187  | 6–1, 6–2, 7–6(3)              |
| 17          | Australian Open 2016     | 18/1/16 | Cemento    | 3T    | Andreas Seppi (2)         | 29   | 6–1, 7–5, 7–6(6)              |
| 18          | Australian Open 2016     | 18/1/16 | Cemento    | 4T    | Gilles Simon              | 15   | 6–3, 6(1)–7, 6–4, 4–6, 6–3    |
| 19          | Australian Open 2016     | 18/1/16 | Cemento    | QF    | Kei Nishikori             | 7    | 6–3, 6–2, 6–4                 |
| 20          | Australian Open 2016     | 18/1/16 | Cemento    | SF    | Roger Federer (3)         | 3    | 6–1, 6–2, 3–6, 6–3            |
| 21          | Australian Open 2016     | 18/1/16 | Cemento    | F     | Andy Murray               | 2    | 6–1, 7–5, 7–6(3)              |
| 22          | Open di Francia 2016     | 23/5/16 | Terra      | 1T    | Lu Yen-hsun               | 95   | 6–4, 6–1, 6–1                 |
| 23          | Open di Francia 2016     | 23/5/16 | Terra      | 2T    | Steve Darcis              | 161  | 7–5, 6–3, 6–4                 |
| 24          | Open di Francia 2016     | 23/5/16 | Terra      | 3T    | Aljaž Bedene              | 66   | 6–2, 6–3, 6–3                 |
| 25          | Open di Francia 2016     | 23/5/16 | Terra      | 4T    | Roberto Bautista Agut (2) | 16   | 3–6, 6–4, 6–1, 7–5            |
| 26          | Open di Francia 2016     | 23/5/16 | Terra      | QF    | Tomáš Berdych             | 8    | 6–3, 7–5, 6–3                 |
| 27          | Open di Francia 2016     | 23/5/16 | Terra      | SF    | Dominic Thiem             | 15   | 6–2, 6–1, 6–4                 |
| 28          | Open di Francia 2016     | 23/5/16 | Terra      | F     | Andy Murray (2)           | 2    | 3–6, 6–1, 6–2, 6–4            |
| 29          | Torneo di Wimbledon 2016 | 27/6/16 | Erba       | 1T    | James Ward                | 177  | 6–0, 7–6(3), 6–4              |
| 30          | Torneo di Wimbledon 2016 | 27/6/16 | Erba       | 2T    | Adrian Mannarino          | 55   | 6–4, 6–3, 7–6(5)              |

## Record

### Classifica ATP
- Vanta il maggior numero di settimane in vetta alla classifica ATP (428),[10] in top 2 (599) e in top 3 (756).
- Ha terminato la stagione al nº 1 del ranking in 8 occasioni.
- È il più anziano (36 anni e 7 mesi) tennista di sempre ad aver chiuso una stagione (2023) al nº 1.[11]
- Ha detenuto la 1ª posizione almeno una settimana all'anno per 13 anni complessivi (2011-2016 e 2018-2024).

### Tornei dello Slam
È l'unico tennista ad aver vinto:
- 24 titoli.
- 391 incontri.
- 30 incontri consecutivi.
- 27 incontri in un'unica stagione per 3 stagioni (2015, 2021 e 2023).
- 34 incontri al quinto set.[12]
- 90 incontri in qualunque torneo.
- almeno un torneo in tre decenni diversi (2000-2009, 2010-2019, 2020-2029), insieme a Ken Rosewall e Rafael Nadal.
- 3 titoli su 3 superfici diverse in un'unica stagione (2021), insieme a Nadal.
- almeno 3 volte ogni singola prova.
- 4 tornei consecutivi, a pari merito con Rod Laver e Don Budge.
- un titolo rimontando due set di svantaggio in finale (Open di Francia 2021), insieme a Björn Borg, Ivan Lendl, Andre Agassi, Gastón Gaudio, Dominic Thiem, Rafael Nadal, Jannik Sinner e Carlos Alcaraz.
- 3 tornei nella stessa stagione per 4 anni.[13]
- Ha vinto per 10 volte il singolare maschile dell'Australian Open.
- 3 Australian Open consecutivi.
- 14 titoli su cemento.
- il maggior numero di incontri in ognuno dei tornei.[14]
- Australian Open e Roland Garros nella stessa stagione per 3 volte, Australian Open e Wimbledon per 4 volte e Australian Open e US Open per 3 volte.
- nella stessa stagione Roland Garros e Wimbledon, insieme a Björn Borg, Rod Laver, Rafael Nadal, Roger Federer e Carlos Alcaraz.

È l'unico tennista ad aver disputato:
- 37 finali.
- almeno 7 finali in ogni torneo.
- 52 semifinali.
- almeno 12 semifinali in ogni torneo.
- 63 quarti di finale.
- 15 quarti di finale consecutivi al Roland Garros.
- tutte e quattro le finali nella stessa stagione per 3 volte,
- 14 semifinali consecutive a Wimbledon

All'età di 20 anni e 250 giorni, è diventato il tennista più giovane ad aver raggiunto le semifinali in ognuno dei quattro tornei.
Ha sconfitto il maggior numero di avversari diversi nelle finali del Grande Slam (12), a pari merito con Federer.
È il tennista più anziano ad aver vinto lo US Open (36 anni e 111 giorni nel 2023).
È stato l'unico tennista ad aver battuto due volte Nadal al Roland Garros.

### Tornei Masters Series/ATP Tour Masters 1000
- È l'unico giocatore ad aver vinto tutti e 9 i tornei Masters 1000 (nel suo caso due volte), diventando quindi il primo a vincere il "Career Golden Masters" il 19 agosto 2018 conquistando per la prima volta il Cincinnati Open.
- È il tennista che ha vinto il maggior numero di titoli (40).
- È il tennista che ha disputato il maggior numero di finali (60).
- È il tennista che ha disputato il maggior numero di semifinali (79).
- È il tennista che ha vinto il maggior numero di incontri (415).
- È il tennista che vanta la percentuale di vittorie più alta di sempre (82,00).
- Ha preso parte alla finale più lunga nella storia dei Masters 1000 (al meglio dei 3 set) battendo Alcaraz in 3 set (3 ore e 49 minuti) a Cincinnati 2023.
- Ha preso parte alla partita più lunga della storia dei Masters 1000 (al meglio dei 3 set) perdendo da Nadal in 3 set (4 ore e 2 minuti) nella semifinale di Madrid 2009.
- È stato il primo tennista a vincere tutti e tre i primi Masters 1000 stagionali (Indian Wells, Miami e Montecarlo nel 2015).
- È l'unico tennista ad aver vinto 6 tornei nella stessa stagione (2015).
- È l'unico tennista ad aver vinto almeno 5 tornei nella stessa stagione in 2 anni (2011, 2015) e l'unico ad aver vinto almeno 4 tornei nella stessa stagione in 4 anni (2011, 2014, 2015, 2016) di cui 3 consecutivi.
- Lui e Nadal sono gli unici tennisti ad aver vinto 4 tornei consecutivi in un'unica stagione, nel suo caso Indian Wells, Miami, Montecarlo e Roma nel 2015.
- Lui e Nadal sono gli unici tennisti ad aver vinto almeno un torneo in quindici stagioni diverse.[16]
- È il tennista che ha realizzato più volte l'accoppiata dei tornei di Indian Wells e Miami nello stesso anno (Sunshine Double): 4 (2011, 2014, 2015, 2016), di cui tre anni consecutivi.
- È il tennista che ha realizzato più volte l'accoppiata degli ultimi due tornei della stagione (nel suo caso Shanghai e Parigi-Bercy): 2 (2013, 2015).
- È stato il più giovane tennista ad aver vinto il 30º titolo (al Canadian Open nel 2016 all'età di 29 anni e due mesi).
- Detiene il record assoluto di vittorie nei tornei di Miami (6 a pari merito con Agassi), Indian Wells (5 a pari merito con Federer), Shanghai (4) e Parigi-Bercy (7).
- Detiene il record assoluto di incontri vinti consecutivi (31) (nel 2011, da Indian Wells alla finale persa al Cincinnati Open).
- Detiene il record assoluto di finali consecutive (11), da Parigi 2014 a Miami 2016 (con 9 vittorie e 2 sconfitte).
- È il giocatore con la miglior percentuale di vittorie nell'arco di un anno (il 96,875% nel 2011 con 33 vittorie e 1 sconfitta).
- Insieme a Nadal e Federer, è l'unico giocatore ad aver raggiunto tutte le finali.
- È stato il primo tennista ad aver battuto Rafael Nadal in tre finali sulla terra rossa: Madrid (2011), Roma (2011) e Monte Carlo (2013).
- È il tennista che ha vinto più tornei senza perdere set (11).

### Vari
- Record di dieci "Big Titles" (10) vinti in un solo anno (nel 2015: tutti gli Slam a parte il Roland Garros, 6 master 1000 (Indian Wells, Miami, Monte Carlo, Roma, Shanghai e Parigi-Bercy) e le ATP Finals, avendo peraltro giocato tutte le finali eccetto quella di Madrid (dove era assente).
- È l'unico tennista ad aver vinto nello stesso anno Australian Open, Indian Wells Masters e Miami Open per tre stagioni (2011, 2015 e 2016).
- È l'unico tennista ad aver realizzato la tripletta ATP Finals-ultimi due Masters 1000 della stagione (nel suo caso Shanghai Masters e Paris Masters) per due volte: 2013 e 2015.
- È il tennista che ha impiegato il minor tempo per qualificarsi alle ATP Finals (18 settimane e 6 giorni nel 2011).
- Insieme a Nadal, è l'unico tennista ad aver vinto almeno due titoli ATP per 18 stagioni consecutive (dal 2006 al 2023).[17]
- È uno dei due tennisti, insieme a Federer, ad aver vinto almeno 70 tornei su una sola superficie (71 titoli per entrambi sul cemento).
- È al primo posto per numero di anni con almeno un titolo ATP vinto (20 anni consecutivi, dal 2006 al 2025).[18]
- È il tennista ad aver vinto almeno un titolo ATP nel maggior numero di nazioni diverse (19 a pari merito con Thomas Muster e Federer).[19][20]
- Insieme a Carlos Alcaraz, è l'unico tennista che ha vinto almeno un set nelle sue prime 50 partite della stagione (nel suo caso nel 2011).
- È il tennista che ha vinto più volte le ATP Finals (7) nonché l'unico ad averle vinte per quattro anni consecutivi (2012, 2013, 2014 e 2015).[20]
- È il tennista più anziano ad aver vinto le Finals (all'età di 36 anni, 5 mesi e 26 giorni nel 2023) nonché, nel medesimo incontro, il più anziano ad aver disputato una finale.[21] È anche il primo giocatore ad aver vinto le ATP Finals in tre decenni diversi: (2000-2009, 2010-2019, 2020-2029).[22]
- Con 72 successi è al primo posto nella classifica dei vincitori dei Big Titles.[23][24]
- Insieme ad Agassi e a Federer, è l'unico tennista della storia ad aver vinto entrambi i tornei di Parigi, il Roland Garros e il Master di Parigi-Bercy. Lui ed Agassi sono riusciti inoltre ad aggiudicarsi entrambi i tornei nella stessa stagione (2021 e 2023 per il serbo e 1999 per l'americano).
- È il tennista che ha vinto più incontri alle Olimpiadi (19).
- Insieme a Nadal e Federer, Đoković è l'unico tennista della storia ad aver disputato almeno una volta in carriera la finale in ognuno dei singoli tornei (15 tornei) che compongono i quattro "Big Titles" (i 4 tornei dello Slam, i 9 Masters 1000, le ATP Finals e le Olimpiadi).
- È al 1º posto nell'era Open nella classifica all time per la percentuale di vittorie (83,27% con 1150 vittorie e 231 sconfitte).
- È al 1º posto nell'era Open nella classifica all time per la percentuale di vittorie sul cemento (84,67%).
- È il tennista che ha guadagnato di più nella storia del tennis con i premi in denaro.

## Premi e riconoscimenti
Vanta un totale di 64 premi da sportivo, elencati qui di seguito:
- 1 riconoscimento da parte dell'ATP come "miglior tennista del decennio 2010 (2010-2019)";
- 11 sono in realtà riconoscimenti attribuitigli dagli utenti del web o dai giornalisti di alcune testate giornalistiche internazionali:  4 "miglior tennista uomo" per conto degli "ESPY Awards" (il premio "Best Male Tennis Player ESPY Award"), 1 "BBC Sports Personality World Sport Star of the Year" tramite il voto di circa 30 giornalisti sportivi della BBC, 3 "European Sportsman of the Year Award o Frank Taylor Trophy" come "miglior atleta internazionale maschile" per conto dell'AIPS ("Association Internationale de la Presse Sportive"), 1 "Marca Leyenda" tramite il voto dei giornalisti del giornale sportivo spagnolo "Marca", 1 "US Open Series Champion" per le miglior prestazioni fornite nei tornei americani (dal pre-US Open agli US Open) e 1 "L'Équipe World Champion of Champions" (Campione del Mondo dei Campioni) in quanto miglior sportivo dell'anno per conto del giornale sportivo francese "L'Équipe";
- 10 sono riconoscimenti attribuitigli dagli utenti del web o dai giornalisti di alcune testate giornalistiche balcaniche e serbe: 6 come "miglior atleta dei Balcani" nel tradizionale concorso organizzato dall’agenzia di stampa bulgara BTA e 4 premi "DSL Sport Golden Badge - Zlatna značka (in serbo)" come "miglior atleta serbo" per conto del quotidiano sportivo serbo "Sport" (giornale che non esiste più dal 17 settembre 2016);
- 2 riconoscimenti conferitigli, per meriti sportivi, da parte di due antichi Ordini che, in passato, facevano parte del Regno di Serbia e di Jugoslavia: 1 "Medaglia dell'Ordine di San Sava" per meriti sportivi e 1 "Medaglia dell'Ordine della Stella dei Karađorđević" (una sorta di premio al merito come eroe nazionale sportivo per l'intera Serbia);
- 8 riconoscimenti da parte di alcuni enti serbi, come "miglior sportivo serbo" da parte del "Comitato Olimpico serbo" (il premio "Awards of Olympic Committee of Serbia”);
- 4 riconoscimenti da parte di 26 agenzie di stampa europee, come "Sportivo Europeo dell’Anno": 2011, 2015, 2018 e 2021 [secondo per numero di successi dietro a Federer (5) e davanti a Nadal (2)]. Nel caso specifico dell'edizione del 2021, si è trattata della sessantaquattresima edizione e hanno partecipato alla votazione 26 agenzie di stampa europee (ma non quella italiana): AFP (Francia), AGERPRES (Romania), ANP (Paesi Bassi), APA (Austria), ANA – MNA (Grecia), Belga (Belgio), Belta (Bielorussia), BTA (Bulgaria), CTK (Repubblica Ceca), DPA (Germania), EFE (Spagna), HINA (Croazia), LETA (Lettonia), LUSA (Portogallo), MOLDPRESS (Moldavia), MTI (Ungheria), NETTV (Malta), RNA (Azerbaigian), SITA (Slovacchia), STA (Slovenia), SID (Germania), TANJUG (Serbia), TASS (Russia), TASR (Slovacchia), UKRINFORM (Ucraina) e PAP (Polonia).[25]
- 5 Laureus World Sports Awards: 5 nella categoria "Sportivo dell'anno o Laureus World Sportsman of the Year" (2012, 2015, 2016, 2019, 2024);
- 15 premi  "ATP" (elencati sotto);
- 8 premi “ITF” (elencati sotto).

Vanta 27 premi vinti nella carriera di tennista. Escludendo il "Best Male Tennis Player ESPY Award", 15 premi appartengono alla categoria "ATP" e 8 alla categoria "ITF". Eccoli elencati qui di seguito:
- 4 "Best Male Tennis Player ESPY Award";
- 15 categoria "ATP": 0 "Stefan Edberg Sportsmanship Award", 1 "Arthur Ashe Humanitarian of the Year Award", 8 "ATP Player of the Year o ATP World Tour N.1", 3 "Golden Bagel Award",  0 "Newcomer ATP Player of the Year", 1 "Comeback ATP Player of the Year", 2 "Most Improved ATP Player of the Year" e 0 "ATPTour.com Fans’ Favourite Award";
- 8 categoria "ITF": 8 "ITF World Champion" e 0 "Rakuten Optimism Award o Davis Cup Most Valuable Player".

Big Awards: Laureus World Sports Awards, "ATP Player of the Year o ATP World Tour N.1", "Golden Bagel Award", "Newcomer ATP Player of the Year", "Comeback ATP Player of the Year", "Most Improved ATP Player of the Year", "ITF World Champion" e "Rakuten Optimism Award o Davis Cup Most Valuable Player"
Includendo in questo conteggio solo i "Big Awards" vinti, Đoković è al primo posto con 27 successi, davanti a Nadal (21) e a Federer (19). Con 8 "ITF World Champion" conseguiti (2011, 2012, 2013, 2014, 2015, 2018, 2021, 2023), è il tennista che detiene il record assoluto di vittorie di entrambi i sessi, davanti a Steffi Graf (7) e a Pete Sampras (6). Inoltre, è il giocatore più anziano ad aver vinto il premio (36 anni e 7 mesi nel 2023). Insieme a Nadal, ha vinto il maggior numero di "Golden Bagel Award" (3), davanti a Federer (2), Ferrer e Söderling (1).
Aggiornato al 23 dicembre 2023.